# Антикварианизм

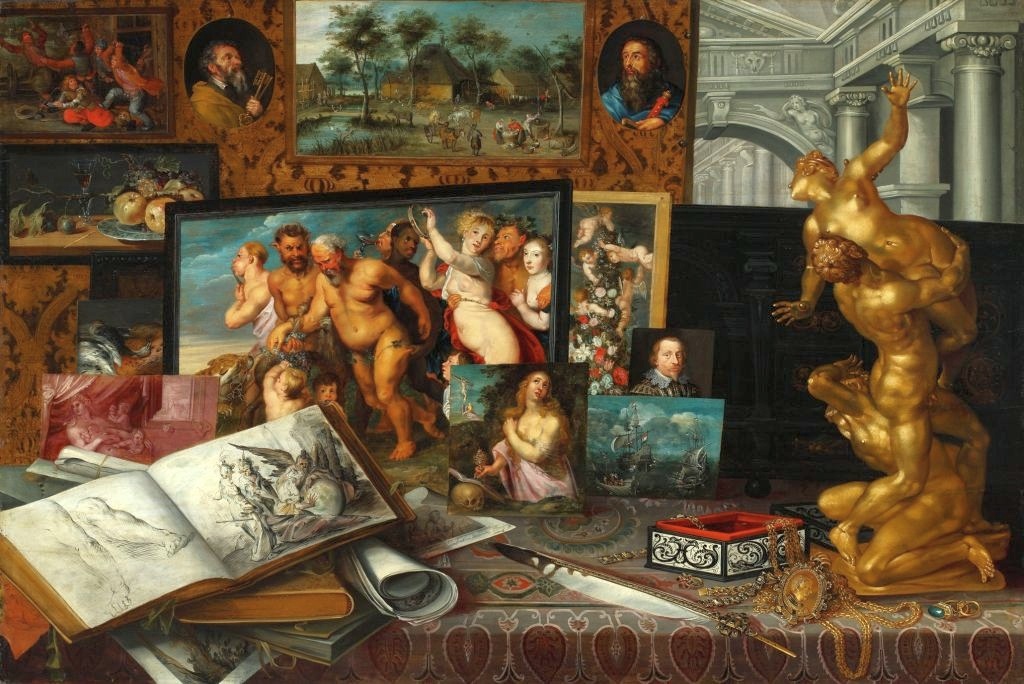
Этьен де ла Ир. Кабинет редкостей принца Владислава Вазы, 1624. Варшава, Королевский замок

Антиквариани́зм (англ. antiquarianism) — исследование реальности (преимущественно — прошедшей) по материальным и нематериальным фрагментам, «древностям». В эпоху римской античности термин «антикварий» (лат. antiquarius) означал как человека — любителя и знатока древностей, вроде Авла Геллия или Павсания, так и специалиста по древнему письму, переписчика и реставратора рукописей. Последняя коннотация была зафиксирована в Кодексе Феодосия. Вновь увлечение древними текстами и вообще свидетельствами о прошлом стало осознанным занятием интеллектуалов в Италии начиная с XIV века.
В эпоху Ренессанса и Просвещения (XV — начало XIX века) антикварианизм представлял собой самостоятельную дисциплину, часть гуманистического знания о мире и об истории. В основе труда антиквариев (таких, как Флавио Бьондо и Конрад Геснер) лежало составление всеобъемлющего свода знаний, который строился как бесконечный каталог всех доступных сведений по изучаемому вопросу. Антикварии впервые были вынуждены обратиться к критике исторических источников, и впоследствии эти практики породили археологию, нумизматику, палеографию, сфрагистику. В своих исторических исследованиях антиквары ближе всего стояли к эрудитам — публикаторам средневековых источников, что вызывало критику просветителей эпохи энциклопедизма.
В XVI—XVII столетиях представители антикварианизма стояли на переднем крае науки, поскольку решали вопросы первостепенного культурного значения. Ренессансное общество было ориентировано на традицию — конкретно античную, — и потому прошлое было важнейшим источником легитимности как в политической, так и в культурной и даже технической сфере. Антиквары могли предоставить доказательства прав на престол, что было важно в эпоху становления абсолютизма и первых национальных государств. Эрудиты-гуманисты сыграли огромную роль в богословских спорах Реформации и Контрреформации. Католические теологи обращались к святоотеческому наследию и церковной истории; церковные антиквары вынуждены были работать и в сфере восточной филологии и библейской герменевтики, которые стали самыми инновационными в гуманитарной сфере того времени. Даже после начала научной революции XVII века антикварные исследования и экспериментальное естествознание не отделялись друг от друга, и потому в обеих сферах могли одинаково успешно работать даже такие создатели современной науки как Ньютон и Лейбниц. Антикварная эрудиция активно применяла эмпирический метод, но он был обращён на прошлое во всей его полноте. Роберт Гук для эмпирического познания природы использовал понятие natural antiquary.
Антикварная история и естественноисторические исследования стали постепенно расходиться к началу XVIII века; на их основе возникли новые гуманитарные и естественные науки. До конца XX века антикварианизм противопоставлялся академической науке. По выражению П. Миллера и Ф. Луи, ему присущи были «дилетантизм и донаучная полиматия», но постепенно он стал восприниматься и изучаться как поле, в котором сформировались современные исторические дисциплины и музейные практики. Существующие в старом Китае практики коллекционирования материальных объектов прошлого, основанные на принципе «доказательного изучения», часто также именуют антикварианизмом.

## Предмет и периодизация

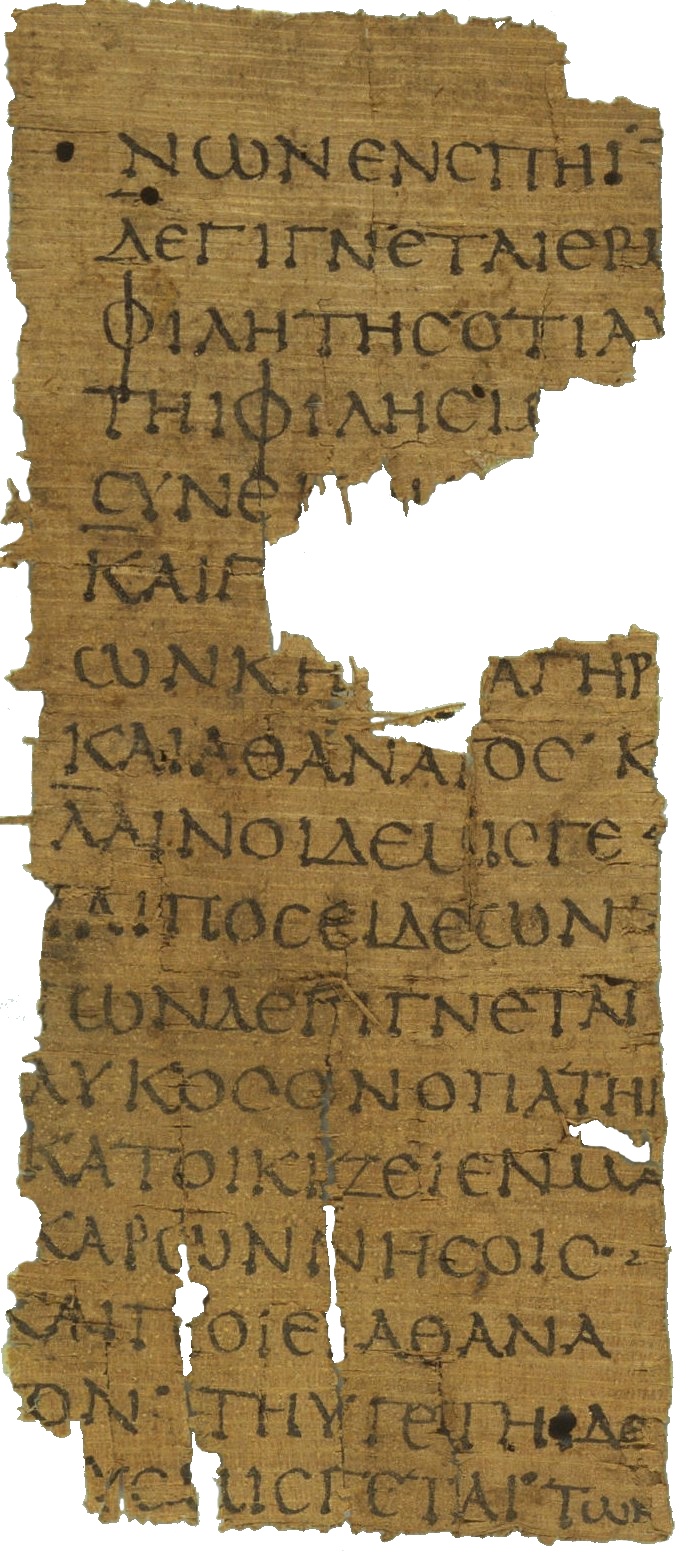
Папирус P. Oxy. VIII 1084, фрагмент сочинения Гелланика «Атлантида»

Арнальдо Момильяно утверждал, что антикварная деятельность предполагает систематизацию материальных и нематериальных остатков прошлого в отрыве от исторического контекста; предметы старины представляют интерес сами по себе, вне зависимости от того, иллюстрируют ли они какую-то эпоху, позволяют решать некие связанные с ней проблемы, или нет. Момильяно высказал гипотезу (на основании платоновского диалога «Гиппий больший», 285d), что уже в V веке до н. э. сочинения по политической истории и трактаты «о значении гармоний и букв, ритмов и гармоний», а также родословные героев и людей составляли различные жанры, и это было известно софистам. Геродот и Фукидид писали лишь о событиях недавнего прошлого, были своего рода «автобиографами» своей эпохи, причём описывали события, которые были актуальны в политическом плане. Напротив, Гиппий, Гелланик и другие интересовались событиями и вещами крайне отдалённого прошлого, которые было нелегко разузнать, и не предполагали при этом ничего, кроме удовлетворения интеллектуального любопытства. По Момильяно, в эллинистическую эпоху сложно говорить о существовании антикварных исследований в том масштабе, который зафиксирован Платоном. В римской античности существенное новшество предложил Марк Теренций Варрон, который создал всеобъемлющий обзор жизни Рима, касавшийся и генеалогий, и эволюции государственных установлений и нравов, причём приведённый в систематический порядок. Термин antiquitates («древние сказания, события древних времён», также «нравы и обычаи древних») фиксируется уже у Цицерона. Латинский термин antiquarius мог являться как прилагательным «касающийся древности» (по блаж. Иерониму antiquaria ars есть искусство разбирать старинное унциальное письмо), так и существительным — в сочинениях Тацита и Светония он означал любителя или знатока древностей. В Кодексе Феодосия «антикварий» — есть переписчик древних книг, знаток унциального письма. По К. Штарку (Systematik und Geschichte der Archäologie der Kunst, 1887), античное понятие совмещало в себе описание сущностей, не существующих в настоящем, но продолжающих жить в памяти; это же относилось и к биографиям. Изобразительное искусство и литературное повествование — в котором не разделялись история и беллетристика — были частью этого набора. Средневековье сохранило позднеантичный смысл слова «антикварий», который дошёл и до современности, ассоциируясь, например, с антикваром-букинистом.
Исследование антикварианизма как системного явления было заявлено Уолтером Хаутоном-младшим в 1942 году в объёмной статье, опубликованной в «Журнале истории идей». Предметом своего исследования он сделал virtuosi, что является синонимом как к итальянскому dilettante, так и ценителю искусства, коллекционеру вообще. У. Хаутон заявил, что до него исследователи не пытались сравнивать в одном контексте деятельность Пинелли, Ивлина и Пейреска со Скалигером, Липсием и Казобоном. Для их обозначения современники также использовали термин «антикварий», объединявший знатока древностей и гуманитарных наук, который также искал и коллекционировал картины, скульптуры, гравюры и разнообразные «диковины». Первым исследователем, который чётко выделил антикварианизм как отдельную дисциплину и поставил вопрос о его периодизации, был Арнальдо Момильяно, что выразилось в статье 1950 года и Саттеровской речи в Беркли 1963 года. Согласно Момильяно, постепенное разделение антикварианизма и собственно исторической науки в XVIII веке привело к тому, что история поглотила антиквариат. В следующем, XIX столетии, из истории выделились археология, антропология, искусствоведение и социология, но все они в глубинной основе восходили к антикварианизму. Университетские и музейные кураторы, реставраторы, этнографы, фольклористы и художники напрямую продолжают деятельность антикваров средневековья и Ренессанса.

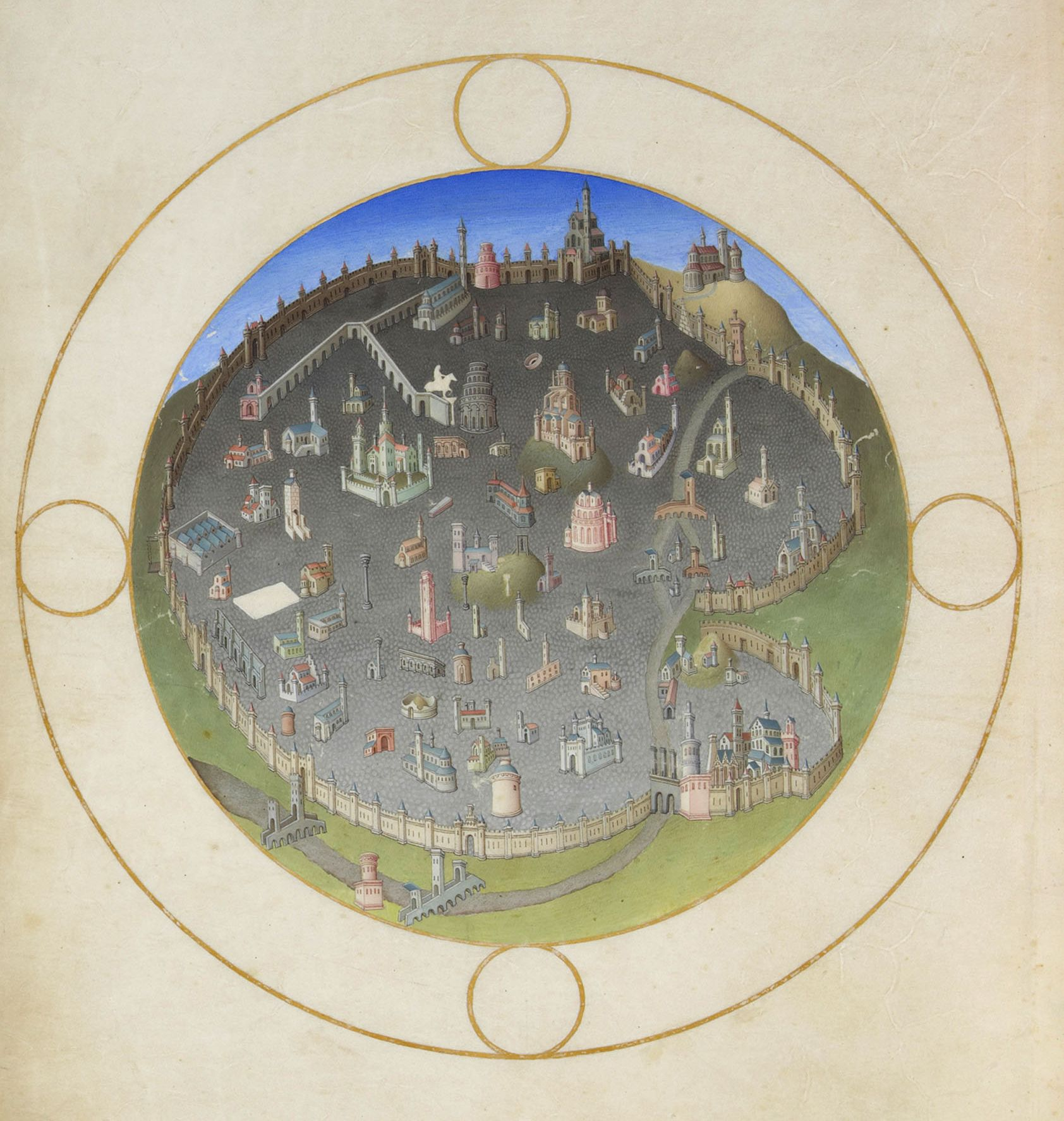
Условное изображение Рима из «Великолепного часослова герцога Беррийского», folio 141v

Периодизация антикварианизма неотделима от периодизации её предмета, то есть естественной и культурной истории, а также вспомогательных исторических дисциплин. В наиболее широком смысле археологи и культурологи датируют период существования антикварианизма между XV—XIX веками. Археолог А. Шнапп отмечал, что антикварную деятельность можно зафиксировать уже в античности, однако «рождение антиквариев» относил к XV веку, а «изобретение археологии» — к XIX столетию. Дж. Дэниел — также археолог, предлагал более сложную периодизацию. Начало систематической коллекционерской деятельности гуманистов во Флоренции он относил примерно к середине XV века, а в Риме — к последним десятилетиям того же века. Завершение эпохи антикварианизма он относил даже к 1800—1840-м годам; согласно его мнению, окончательное разделение антикварианизма, археологии и геологии происходило в период 1840—1870 годов, деятельность Томсена именуется «переворотом антиквариев» (antiquarian revolution). У. Хаутон начинал деятельность антиквариев-знатоков от Петрарки и Кириака Анконского. Ввиду того, что главным предметом его интереса были британские «виртуозы», он начинал английский антикварианизм от 1590-х годов, основываясь на частотности использования в учёном сообществе соответствующей терминологии. Переломной датой для движения английских виртуозов Хаутон называл 1700 год, когда джентльменский идеал полимата-исследователя сменился более поверхностной культурной утончённостью, а гуманитарные науки более не имели широкой общественной поддержки.
Историк культуры Питер Миллер в монографии 2017 года рассмотрел ту же коллизию с гуманитарной точки зрения. Согласно П. Миллеру, между 1430—1440 годами в Риме происходит первый «материальный поворот» (material turn), связанный с именами Поджо Браччолини, Кириака Анконского, Флавио Бьондо и Леона Баттиста Альберти. Перечисленные гуманисты сформировали утопическую идею возрождения античности как реального образа жизни и мышления. Следующий этапный для антикварианизма поворот произошёл в 1560—1570-е годы, и он связан с именами Пирро Лигорио, Онофрио Панвинио и Педро Чакона. В 1630-е годы центр развития антикварных исследований перемещался и сосредотачивался в корреспондентских сетях аббата Фабри де Пейреска, который служил передаточным звеном для антикваров Англии, Нидерландов, Франции и Италии, в трудах которых объединялись исторические и естественноисторические интересы. Следующий этап формирования научного знания по Миллеру относился к 1760-м годам — гёттингенская школа Гаттерера, Шлёцера и Гейне — возникли новые науки: история, статистика и археология. В 1830-х годах деятельность разных немецких учёных привела к окончательному выходу за пределы антикварианизма, завершённого Карлом Лампрехтом.

## Гуманистический антикварианизм

### Гуманисты и дилетанты XIV—XVI века

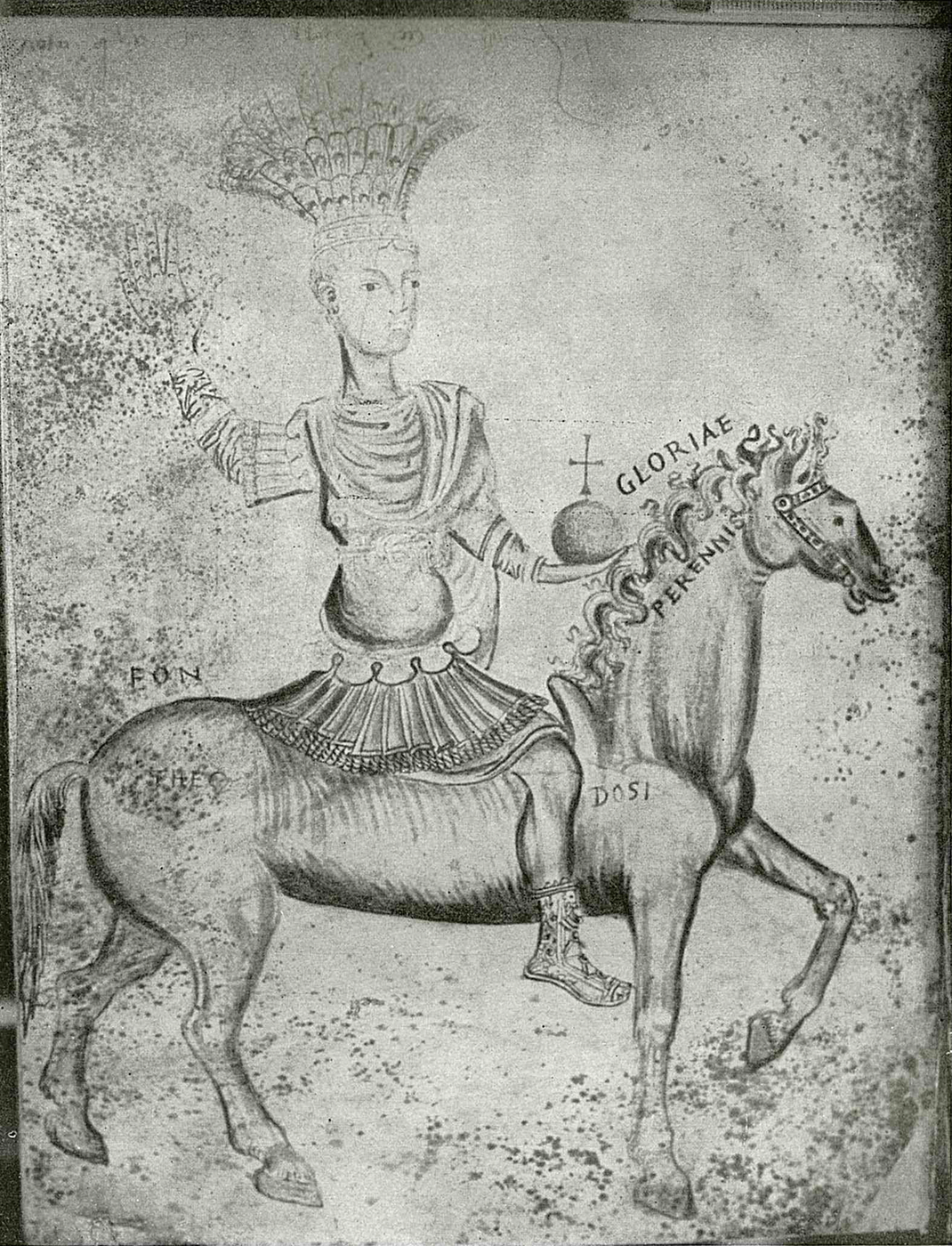
Изображение конной статуи Юстиниана. Рисунок Кириака Анконского, около 1430 года

Для эпохи Средневековья вопрос об истоках формирования антикварианизма и всплесках интереса к классическому наследию остаётся слабо изученным. Энн Блэр (Йельский университет) отметила, что доступность византийских энциклопедических источников, по-видимому, недооценивается для латинской эрудитской культуры. Так, Роберт Гроссетест перевёл существенную часть энциклопедии Суды для личного употребления. Тем не менее общепризнанно, что увлечение древними текстами и вообще свидетельствами о прошлом стало осознанным занятием интеллектуалов в Италии XIV века, и одними из первых антиквариев стали Бенцо Алессандрийский и  Франческо Петрарка. Первый собирал античные рукописи, целенаправленно совершая с этой целью поездки по городам Северной Италии, публикуя и цитируя римских классиков в собственных произведениях, второй коллекционировал древние монеты, воссоздавал в своём сознании архитектуру и планы Древнего Рима, а также писал письма древним писателям и политическим деятелям. В следующем столетии Кириак Анконский таким же образом приступил к «восстановлению» греческих древностей, с которыми столкнулся во время путешествия в Восточное Средиземноморье, став для Италии первооткрывателем античных и византийских древностей. Его современник Поджо Браччолини продолжил деятельность Петрарки и вновь стал восстанавливать городские пейзажи античного Рима и систематически искать рукописи забытых литературных памятников античности. Флавио Бьондо — третий из создателей антикварианизма — известен своей трилогией «Рим восстановленный» (1446), «Прославленная Италия» (1453) и «Рим торжествующий» (1460). Его главным новаторством был «выход» за пределы городской черты Рима, собственно, он и стал первопроходцем в описании римских древностей в итальянской провинции. Леон Баттиста Альберти стал первым известным исследователем римских древностей, который предпринял систематические раскопки. На письме термин для обозначения всей этой деятельности закрепил в 1527 году Андреас Фульвиус в трактате Antiquitates Urbis.
Для ренессансных гуманистов XV века исследование древности было неотделимо от возрождения древности, что оказало сильнейшее воздействие на искусство, литературу и образ жизни вообще. Эта тенденция была воспринята властями Папского государства и сознательно углублялась в XVI веке. Рафаэль Санти ордонансом Папы Льва X был назначен «легатом древностей», который должен был совмещать попечение о римских древностях с постройкой Собора св. Петра. Рафаэль стоял и у истоков деятельности по реставрации и охране древностей. В 1519 году он писал своему апостолическому патрону:

Как много пап, Святой Отец, которые занимали тот же покой, что и Ваше Святейшество, но не обладали тою же мудростью, ни тою же силою, ни великодушием; как многие из этих понтификов допускали разрушение и расчленение древних храмов, статуй, арок и других зданий, гордости их предков. Как много просто выкапывали керамику, велели сносить фундаменты, так что скоро потом строения рассыпались до основания. Как много глины было добыто из статуй и других древних украшений. Я возьму на себя смелость сказать, что весь новый Рим, который мы ныне видим, сколь бы он ни был велик, прекрасен, украшен дворцами, церквями и другими домами, всё это построено из известки, произведенной из древних мраморов. Без малейшей эмоции мне это напоминает, как за то короткое время, что я в Риме, менее 12 лет, много прекрасных вещей разрушено, таких как пирамида, стоявшая на виа Александрина, арка [и т. д., следует перечень]. <…> даже Ганнибал и другие ему подобные не могли бы сделать хуже.— Пер. Л. С. Клейна
По распоряжению Рафаэля и с его участием начали составлять план реального восстановления Рима в его классическом виде, но от него ничего не осталось.

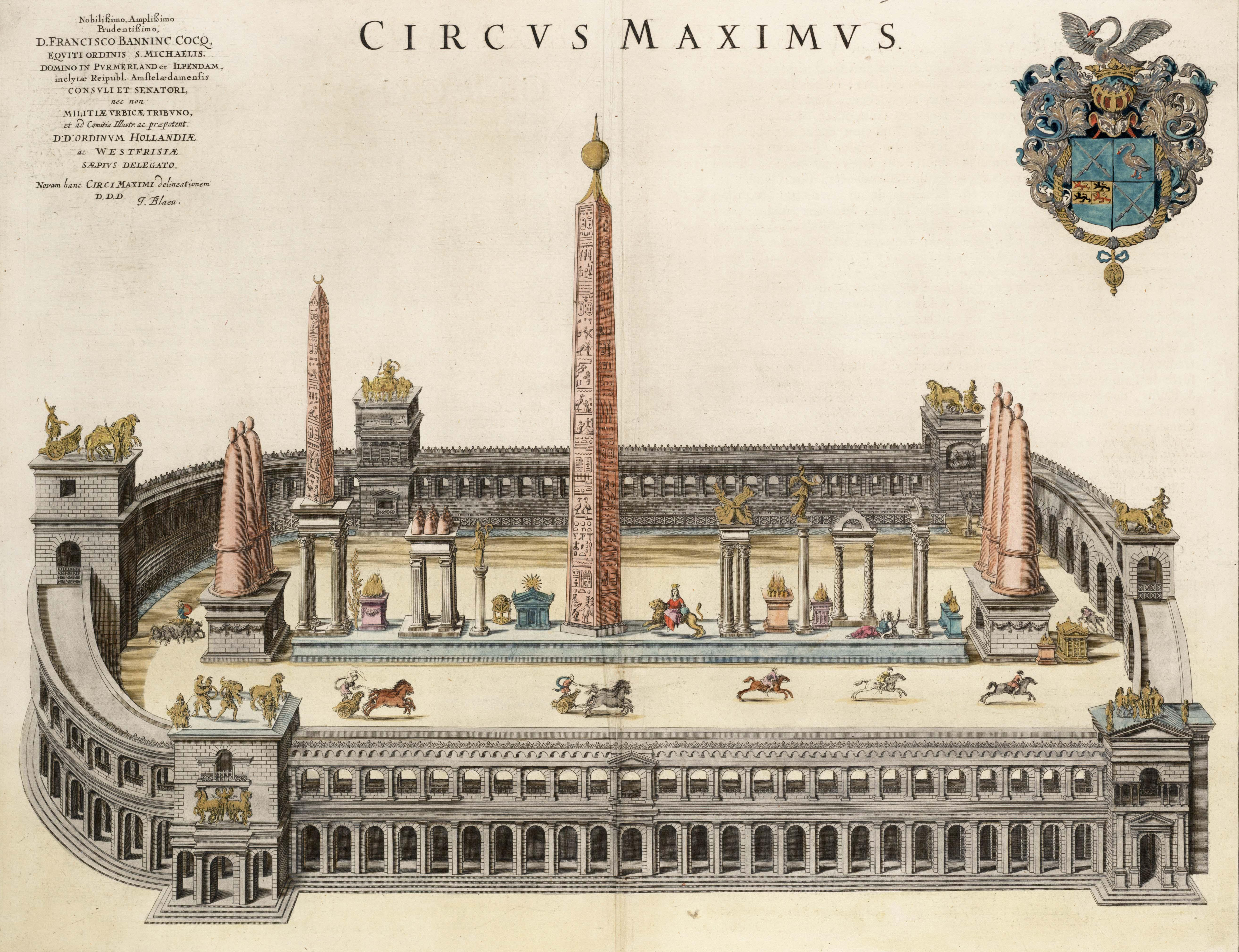
Большой цирк. Изображение из атласа Блау, 1627

Мода на классические древности распространилась в конце XV века при дворах итальянских аристократов, в следующем веке распространилась и на жителей стран к северу от Альп, которые посещали Тоскану и Рим. Основной социальный круг антикваров составляли медики, юристы, архитекторы, университетская профессура, купечество и клирики, то есть люди, имевшие образование и достаточное количество средств и свободного времени. Образование привило им «очарование древностью» (по П. Миллеру), и они очень серьёзно подходили к задаче возрождения античности. Труды антиквариев включали собирание и копирование монет и эпиграфических памятников, коллекционирование рукописей, истолкование значения забытых слов, узнаваемых из вновь открываемых монументов, даже составление карт. При папском дворе на рубеже веков появилось обозначение любителя древних произведений искусства — dilettanti («любители»). Оно не имело пренебрежительной коннотации, обозначая именно людей, отправившихся в Италию, чтобы насладиться прикосновением к древней классике — к прекрасному и образцовому. Типичным дилетантом был Франсуа Рабле, который в 1534 году совместно с Джованни Марлиани составил план древнего Рима, публиковавшийся как в Вечном Городе, так и в Лионе. В посвящении кардиналу Дю Белле гуманист писал:

Моё заветнейшее желание с того времени, как я узнал что-либо из изящной литературы, было получить возможность путешествовать в Италию и посетить Рим, столицу мира; в Вашей чрезвычайной щедрости Вы дали мне исполнить это желание и Вы увенчали его разрешением не только посетить Италию (чего было бы уже достаточно), но и посетить её вместе с Вами…
Задолго до того, как мы были в Риме, в мыслях моих и раздумьях сложилась у меня идея о вещах, которых я желал и которые тянули меня в Италию. Вначале я планировал встретить учёных людей, которые вели бы дебаты в местах нашего маршрута, и беседовать с ними запросто о некоторых острых вопросах, которые волновали меня долгое время. Потом я решил посмотреть (коль скоро это было в области моего искусства) некоторые растения, некоторых животных и некоторые лекарства (о которых говорят, что они редки в Галлии, но широко распространены в этих местах). Наконец, я планировал нарисовать картину города своим пером писателя, но также и кистью художника…

Я выполнил это с таким жаром, что никто, я думаю, не знает свой дом лучше, чем я знаю Рим и все его кварталы. А Вы сами, какой досуг остался Вам от этого увлекательного и трудоемкого посольства, которое Вы добровольно посвятили обходу памятников города.
Через антикварную деятельность гуманисты Ренессанса обращались к массе тем и сюжетов, которые практически не затрагивались в сохранившихся литературных и исторических текстах античности: тонкости религии, право, календари, военное снаряжение и одежда, пища и спортивные занятия. Интерес читающей публики к этим предметам возрастал с течением времени, что и привело к существенным переменам в антикварианизме XVI века — выработке научного метода восстановления прошлого. Дж. Дэниел пытался противопоставлять антиквариев и дилетантов, утверждая, что антикварии специализировались прежде всего на отечественных древностях, тогда как вторые были любителями классических древностей. С точки зрения археологии, первые создали первобытную археологию, а вторые — классическую. Л. Клейн возражал, замечая, что дилетанты были лишь разновидностью антиквариев, причём разделения на отрасли в антикварианизме не было. Например, Уильям Кэмден никогда не бывал в Италии, однако он изучал античные древности — Римской Британии.
Ещё в последней четверти XV века началась организация антикварного знания в форме различных интеллектуальных сообществ. Первой была Римская академия Помпония Лето. В первой трети XVI века в антикварной деятельности начало принимать участие государство: в 1534 году Папа Римский Павел III учредил титул «уполномоченного по кладам и другим древностям, а равно и рудникам».

#### Греко-византийские штудии и Левант

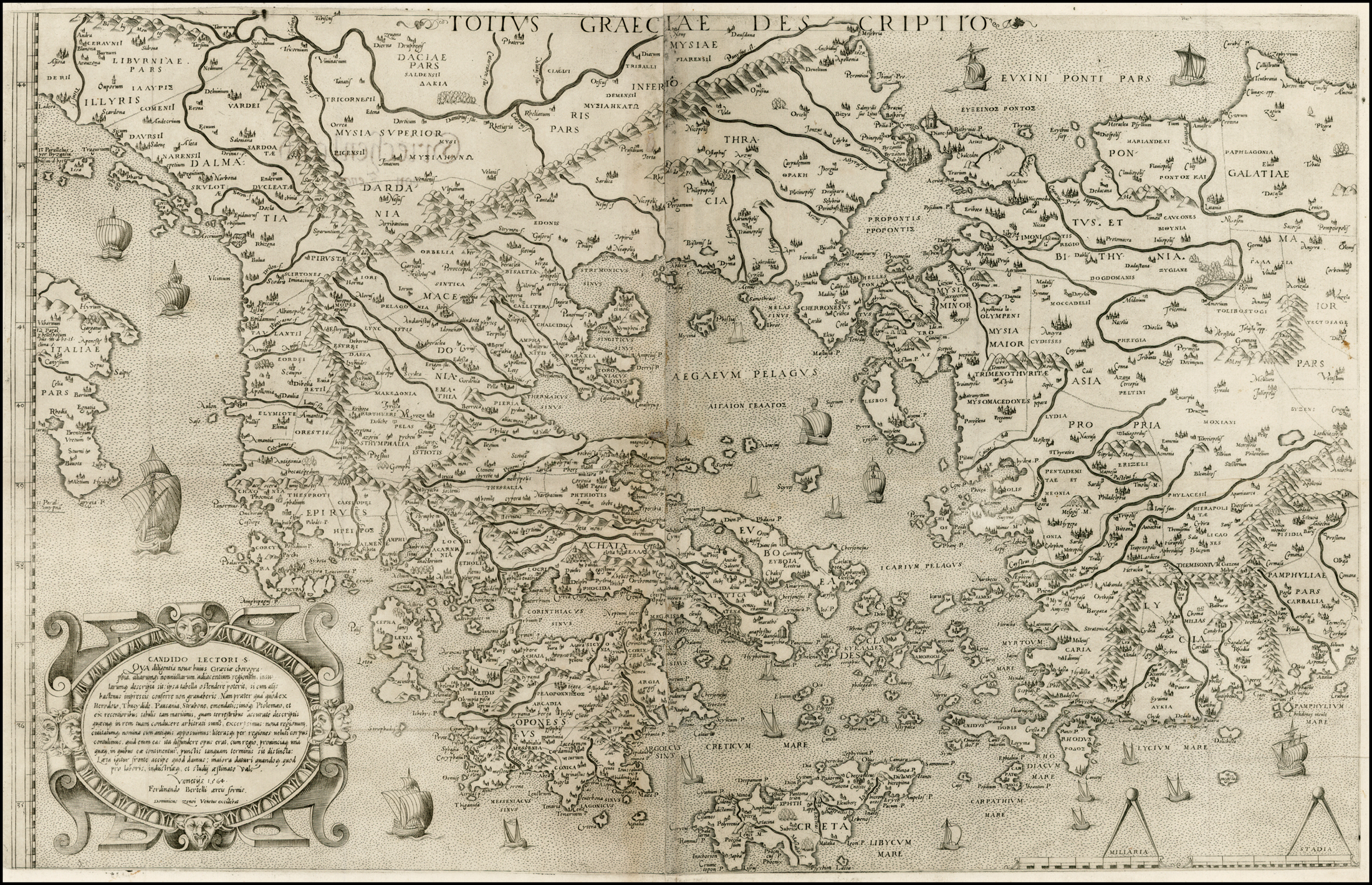
Николаос Софианос. Totius Graeciae Descriptio, издание 1558 года

В данном контексте примечателен факт, что для гуманистов-антиквариев познание древнегреческих и византийских древностей шло рука об руку. В полевых условиях они были возможны только на территориях Османской империи и осуществлялись под патронатом высоких персон. Ярким примером является деятельность ломбардца Сабба да Кастильоне (1480—1554), который был нанят мантуанским двором для поиска антиков на Востоке. Своё путешествие он начал в 1505 году на Родосе, где вступил в Орден св. Иоанна Иерусалимского и в течение трёх лет снабжал патронов старинными монетами и обломками мраморов, а в своих посланиях подробно описывал перспективы охотников за древностями и состояние античных руин на островах Эгейского моря. Он отмечал, что орденские братья не ценили древностей и даже обвиняли его в идолопоклонстве. В 1506 году Кастильоне сообщал, что обнаружил на территории древней Карии огромную гробницу. По-видимому, это тот же самый объект, который видел и описал Андре Теве в «Космографии Леванта». Судя по зарисовкам, это был саркофаг Артемисии, жены Мавсола. Всего за XVI век страны Леванта посетили не менее 300 европейских путешественников, которые представляли разные общественные слои и профессии. В описи коллекции дома Эсте за 1584 год упоминаются античные монеты, доставленные молодыми дворянами из путешествия в Левант. В 1540 году Николаос Софианос опубликовал Totius Graeciae Descriptio — большую карту, на которой были показаны все мало-мальски известные места греческого мира, известные из античных источников, — всего около двух тысяч. Для антиквариев это был важнейший инструмент, карта стала популярной в кругах коллекционеров. Пьер Жиль в 1561 году в Лионе опубликовал трактат De topographia Constatinopoleos et de illiusantiquitatibus libri quatuor: это было первое систематическое описание топографии современного и древнего Константинополя, который французский полимат хорошо изучил, поскольку жил в этом городе в 1544—1547 годах и вновь посетил его с посольством в 1550 году. Примечательно, что в эту эпоху Афины были мало известны, поскольку находились в стороне от обычных маршрутов купцов, которыми пользовались и учёные путешественники. Купленные в османской столице древности прибывали в Италию, как правило, документированными, а иногда даже с провенансом.
В известной степени османы также способствовали популярности греческих штудий в Европе. Султан Мехмед II имел двух учителей-греков, и после захвата Константинополя желал восстановить его в прежнем величии. В 1462 году, посетив место, где когда-то была Троя, султан интересовался захоронениями Ахилла и Аякса, после этого для него переписали «Илиаду». Впрочем, следуя указанию своего астролога, султан повелел уничтожить Колонну Юстиниана, ныне известную только по рисунку Кириака Анконского. До конца XVIII века в Стамбуле сохранялись 12 рельефов, прославляющих подвиги Геракла, а также колонна, воздвигнутая некогда в Дельфах после битвы при Платеях и перенесённая христианскими императорами на Ипподром. Про Мехмеда ходили легенды, что он собрал в своём дворце множество античных памятников и христианских реликвий (в том числе камень Рождества Христова, доставленный в столицу при Мануиле Комнине), которые были описаны в его панегирике, составленном в правление Баязида II на итальянском языке. Однако такая политика султана была, скорее, исключением. Турки, как правило, были безразличны к древностям, что вело к обогащению европейских искателей. Так, Андре Теве в 1550 году смог получить в Халкидоне множество древних монет, извлечённых из развалин, причём местные жители очень удивлялись его желанию. Впрочем, достаточно быстро османские предприниматели сами активно включились в торговлю древностями. Тот же П. Жиль отмечал, что в 1544 году в пределах султанского сераля стоял египетский обелиск, но спустя некоторое время он был продан венецианцу Антонио Приоли, который хотел установить его в своём палаццо в Санто-Стефано. В следующем столетии встречались ещё более примечательные истории. Около 1609 года аббат Фабри де Пейреск приобрёл гемму с изображением Ахилла, которую, в свою очередь, провансальский ювелир купил в Стамбуле всего за половину скудо. Однако когда он отправил гемму на экспертизу Лелио Паскуалини, оказалось, что это подделка.

### Коллекционирование древностей и антикварный рынок в 1400—1600 годах

#### Ранние гуманисты

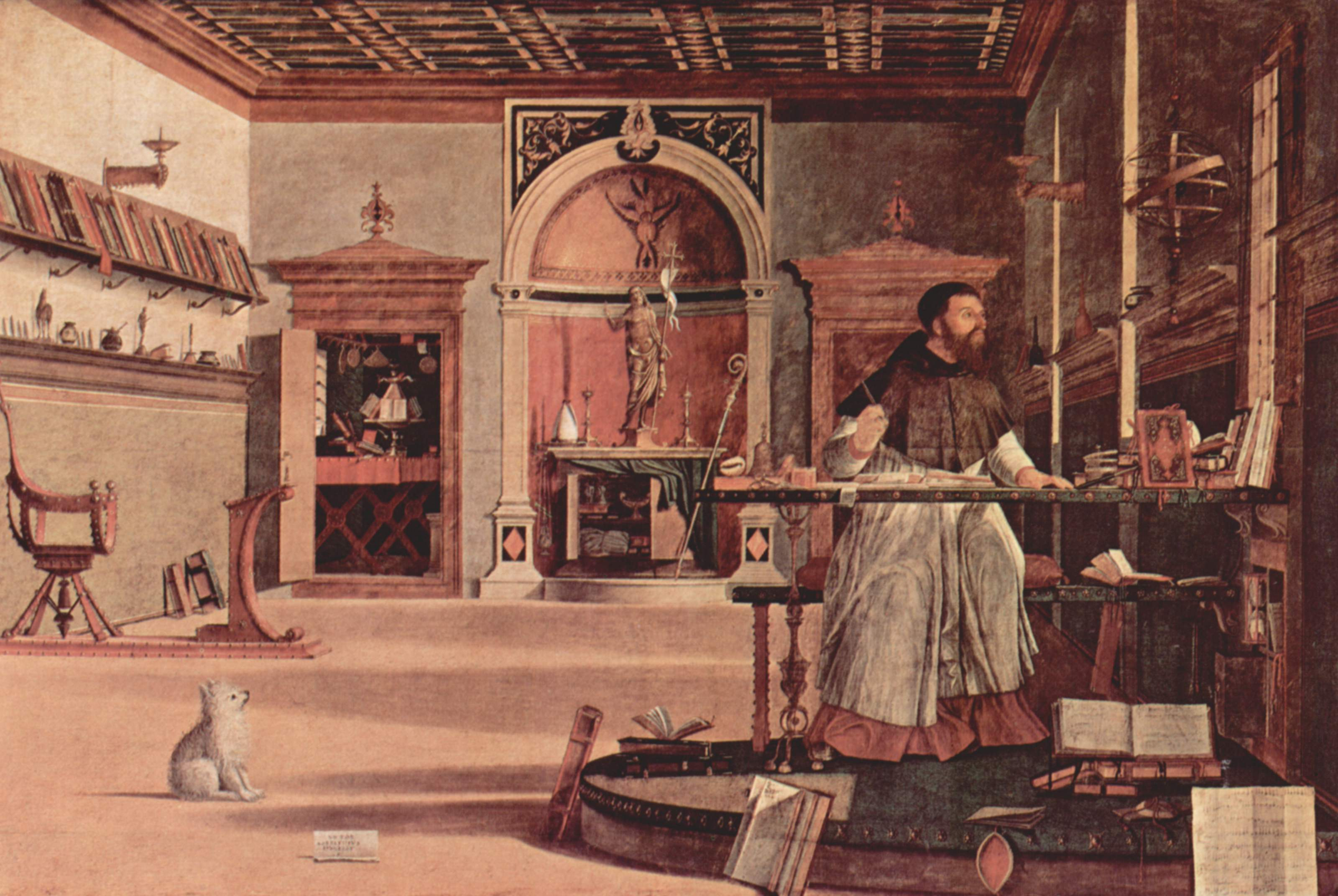
Витторе Карпаччо. Видение святого Августина. 1502

Уже для ранних гуманистов исследовательские интересы в области античной литературы были неотделимы от собирания антиков и даже попыток восстановить древний образ жизни. Первым коллекционером такого типа, о деятельности которого сохранились последовательные суждения современников, был флорентийский купец Никколо Никколи. Он не ограничился собиранием латинских и греческих манускриптов (которых в его библиотеке было около 800), но и, по словам Бастиано да Бистиччи, обставил свой дом наподобие древнеримского, у него было огромное число мраморных и бронзовых скульптур. В повседневном обиходе он старался восстановить римскую древность во всей полноте: одевался в некое подобие тоги, говорил на языке Цицерона, а не на современном тосканском, свои трапезы обставлял до мелочей в античной манере. Бистиччи писал:

Было благородным удовольствием смотреть на него за столом, таким он был античным.
Коллекция Никколи не была единственной в своём роде: когда Амброджо Траверсари в 1432 году собрался в Венецию, флорентиец наставлял его, что следует обратить особое внимание монетам с изображениями царицы Береники, а также на хрустальную гемму с портретом Александра Македонского. Эти вещи находились в собственности Бенедетто Дандоло, который даже позволил сделать с монет свинцовые отливки, отправленные во Флоренцию. Ранее Никколи (около 1420 года) сам планировал и путешествие в Грецию ради приобретения рукописей и антиков, но его отговорил Поджо Браччолини. Возможно, он вдохновлялся примером Кристофоро Буондельмонти, который отправился в путешествие в поисках материальных следов древней Греции в 1414 году. Он был, по-видимому, первым путешественником в Восточное Средиземноморье, который специально ставил задачу «в поле» увидеть места, описанные в античных источниках, и убедиться, что от них осталось. За исключением рукописей, Буондельмонти не привёз античных предметов из своего путешествия. Увиденное на греческих островах также разочаровало его: в отличие от Рима, там не было сохранившихся целиком скульптур и зданий. Тем не менее, его деятельность резко оживила интерес современников и к вещному наследию античности. Поджо Браччолини также занимался коллекционированием античных произведений искусства, причём пользовался консультациями Донателло. В отличие от современников, он предпочитал собирать большие мраморные скульптуры, а не нумизматику и глиптику. Никколи он писал, что стремился создать собственную академию по античным описаниям, чтобы она была украшена скульптурами. Он также хотел получать статуи и непосредственно из Греции. По-видимому, определённую роль в этом интересе сыграл и рыночный фактор: Браччолини был стеснён в средствах, по сравнению с тем же Никколи, а крупные мраморы и бронзы стоили в Риме дешевле, чем монеты и геммы, собиранием которых постепенно увлекались аристократы и кардиналы. Из переписки Никколи, Траверсари и Браччолини известна фигура некоего Франческо из Пистойи — первого арт-дилера Ренессанса, получившего в своё время папское разрешение на паломничество в Святую Землю, которое сочетал с антикварными поисками в странах Леванта. В частности, он извещал, что достал у некоего монаха на Родосе фрагменты статуй, приписываемых Поликлету и Праксителю; а всего этот монах, якобы, владел сотней скульптур, захороненных в пещере. Далее началось судебное дело о мошенничестве, но так и осталось неизвестным, существовали ли эти антики вообще, были похищены каталонскими пиратами по пути, или Франческо продал их более состоятельным флорентийцам.

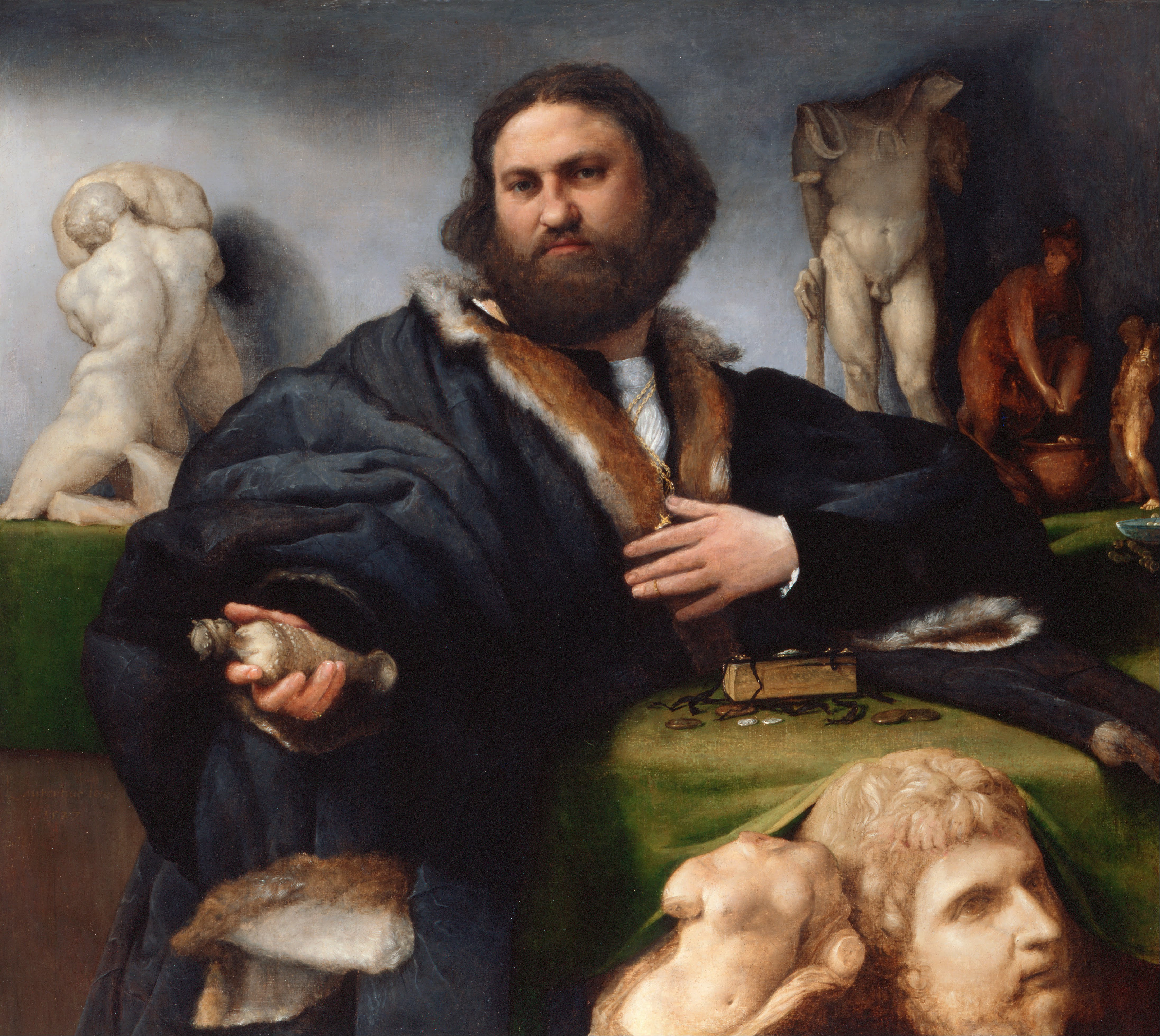
Лоренцо Лотто. Портрет Андреа Одони, 1527

Кириак Анконский из своих путешествий вывез значительную коллекцию монет и гемм, которая была известна в Венеции и открыта для посещения. Монеты из его коллекции изображены как декоративные мотивы на некоторых работах Якопо Беллини (в частности, зарисовках, хранящихся в Лувре). Однако, как и в случае с Никколи и Браччолини, практически невозможно описать объём его коллекции и какие именно антики были там представлены. В общем, монеты были наиболее распространёнными и доступными материалами для антиквариев эпохи гуманизма. Так, в коллекции Джованни Марканова (1410—1467) было около 250 монет, из которых 180 серебряных и 21 — золотая. От 1457 года сохранилась опись нумизматической коллекции кардинала Пьетро Барбо, в которой значатся 97 золотых монет и 1000 серебряных. Практически неисчерпаемым источником этого материала была земля Рима и других итальянских городов, причём гуманисты нанимали для кладокопания специальных людей. Известно также, что кроме монет, Кириак покупал и скульптуры. Из переписки следует, что ключевую роль в торговле греко-византийскими древностями играло православное монашество Крита, Родоса и Хиоса, причём последний остров имел важное значение как перевалочный пункт на пути итальянских путешественников в Константинополь. Письмо Франческо Скаламонте 1430 года — единственное свидетельство того, что к тому времени складывался рынок антиков, который пополнял коллекции и самого Кириака, и его современников. После смерти Кириака его коллекция была распродана наследниками и частично попала в собрание дома Гонзага в Мантуе. Из переписки Кириака также следует, что антикварии существовали не только на Апеннинском полуострове, но и в Далмации, где гуманистическое движение возникло под влиянием венецианцев.

#### Антикварный рынок XVI века и коллекционеры

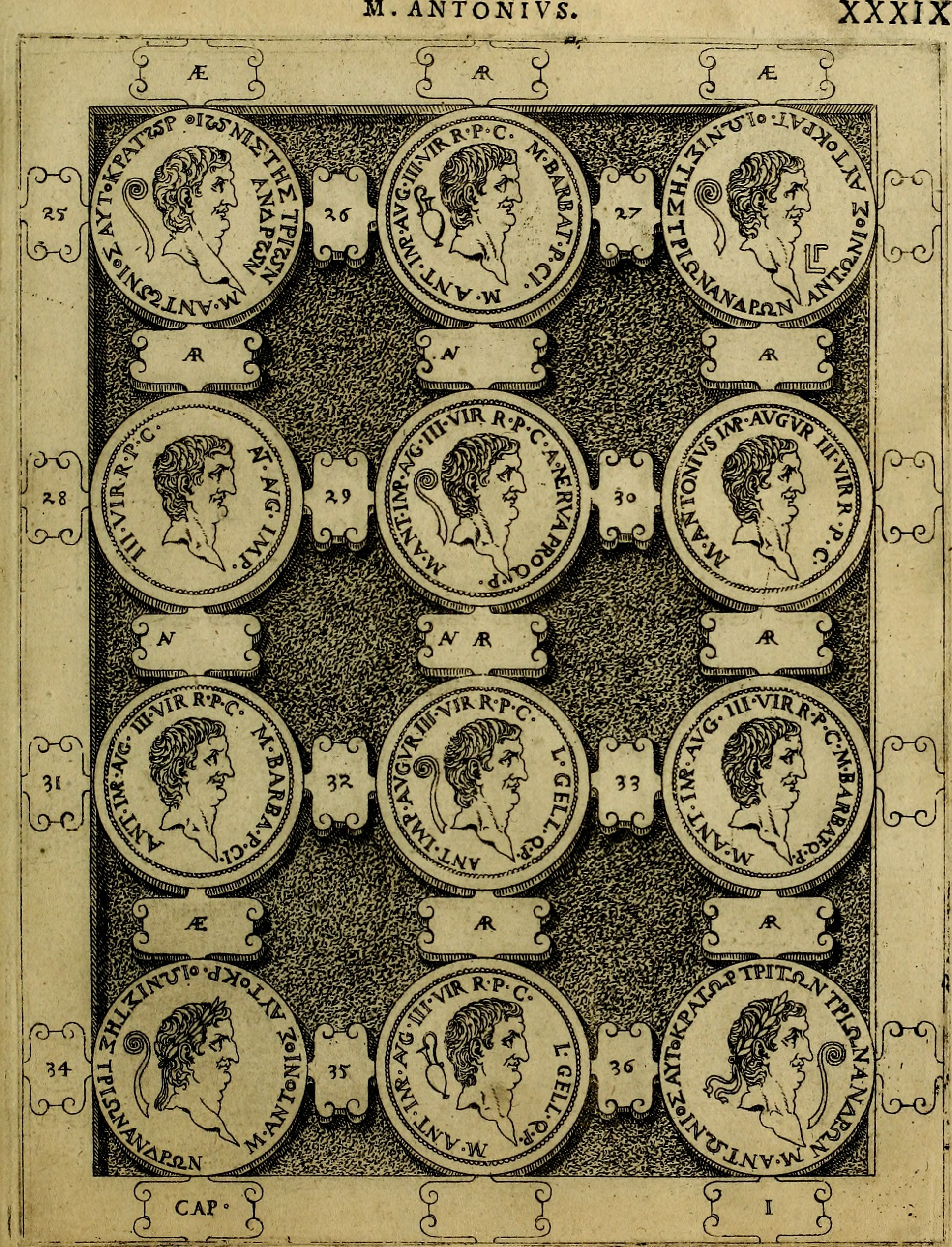
Хубрехт Гольциус. Изображения Марка Антония на монетах и медалях. Таблица из книги «C. Ivlivs Caesar : sive Historiae imperatorvm Caesarvmqve romanorvm ex antiqvis nvmismatibvs restitvtae liber primvs; accessit C. Ivlii Caesaris vita et res gestae», 1563

Для формирования итальянского антикварного рынка большую роль сыграла деятельность Джироламо де Росси (1445? — 1517), дворянина из Пистойи, который более 20 лет прожил в Венеции. Он был близким другом Эрмолао Барбаро и Марсилио Фичино и способствовал изданию его трудов. После переезда в Венецию, де Росси открыл антикварную торговлю вместе с купцом Джованни де Мартини (который состоял в академии Альда), а после его кончины в 1475 году работал самостоятельно. Де Росси постоянно путешествовал между Венецией, Римом, Неаполем и Флоренцией, а также имел представителей на Родосе и Кипре; исполнял заказы Лоренцо Медичи и был связан с кругом Джентиле Беллини. В конце жизни он присоединился к Савонароле, а в 1504 году вступил в доминиканский орден. Параллельно во Флоренции вспыхнул интерес к расписной античной керамике, которую в изобилии стали выкапывать из этрусских погребений. Эти сюжеты отразились в живописи Карпаччо и Лотто. В дневниках Маркантонио Микеля сохранились записи о коллекциях, с которыми он познакомился в начале XVI века в Падуе и Венеции. Он описал коллекцию падуанца Леонико Томео, владевшего геммами, монетами и древними вазами. Большим ценителем античной керамики и стеклянных изделий был Пьетро Бембо. Сохранилась опись 1567 года имущества из кабинета Габриэле Вендрамина, среди которого упоминаются как чёрно-, так и краснофигурные сосуды. Из других источников известна и коллекция падуанского юриста и гуманиста Марко Мантова Бенавидеса (1489—1582), в которой было более 50 античных ваз. Они были отождествлены по инвентарному списку, и оказалось, что все они были итальянского происхождения. Бенавидес владел также антиками, происходившими из Греции, в частности, алебастровой урной с надписью. Примечательно, что в коллекции Бенавидеса было два расписных кратера, изготовленных Никола далле Майокине в подражание античным. Масштабы торговли древностями в XV—XVI веках неизвестны; свидетельства лишь единичны. Так, неопубликованное письмо из архива Эсте в Модене 1593 года свидетельствует о прибытии груза из Мессины: десять ящиков, содержащих в себе большую алебастровую вазу и мраморные скульптуры, как целые, так и фрагментированные. Предназначался груз для герцога Феррары.
Коллекционерство XVI века было совершенно неотделимо от кладокопательства. Когда современники осознали, что недра Южной Италии особенно богаты антиками, изысканиями стали заниматься даже дворяне. Известен казус, когда в 1586 году Джованни и Себастьяно де Агостини (вероятно, они приходились друг другу кузенами) отправились в Сиракузы, куда их направил некий грек из Кандии. Затратив большие средства, они добрались до Сицилии и получили разрешение на раскопки, но доподлинно неизвестно, что именно обнаружили. Однако, по некоторым свидетельствам, Агостини отыскали множество «сокровищ и монет». Это стало главным источником пополнения коллекций; большинство антиков венецианца Андреа Вендрамина (1554—1629) имело раскопочное происхождение. В 1627 году по материалам коллекции был издан каталог «De
Sacrificiorum et Triumphorum Vasculis», которые ещё не вводился в научный оборот. Иллюстрированный каталог представлял более 70 расписных ваз, причём некоторые, по-видимому, были аттического, а не апулийского происхождения. В каталоге также упоминалось 50 чаш и других сосудов, определяемых как «vasi da sacrifficci», а также множество других предметов из алебастра, стекла, мрамора и полудрагоценных камней, — в общей сложности 251 предмет. Особенно примечательны две мраморные вазы, которые, судя по описанию, были извлечены из руин Трои. Примечательно, что автор каталога попытался дать типологию античных ваз и функции их применения в древности.
Каталог собрания Вендрамина представлял вековую к тому времени традицию составления аналогичных изданий, многие из которых перечислялись в библиографии. Ключевыми в этом контексте называлась книга 1535 года De Vasculis libellus Лазаря де Бёфа, гуманиста, который много лет был послом Франции в Венеции. Де Бёф, опираясь на классические источники, представил типологию различных ваз и классифицировал их как по материалу изготовления, оформлению, так и функциям. Гуманист Лилио Грегорио Джиральди на основании коллекции феррарского герцога составил каталог, помещённый в один из томов «De Re Nautica», посвящённого Эрколе II д'Эсте. Много важных сведений об антикварах своего времени представил Хубрехт Гольциус, который включил в собрание своих трудов список учёных-антикваров и коллекционеров, с которыми он общался в Италии, Нидерландах, Германии и Франции. Среди прочих, он вспоминал о коллекции францисканца Агостино Ригини, которая считалась одной из величайших в Ферраре, но о которой доподлинно ничего так и не известно. В перечисленных источниках можно найти единичные указания на цены на антикварном рынке. Так, в июне 1525 года посол дома Эсте в Венеции писал в донесении феррарскому двору, что античная алебастровая ваза с повреждениями была выставлена за 200 дукатов. В 1506 году Изабелла д'Эсте приобрела в Венеции вазу из оникса за 105 дукатов. Описания подобных сделок и коллекций содержались в трудах Улисса Альдрованди, но там почти не приводится деталей, из которых, в частности, можно было бы определить происхождение тех или иных антиков.

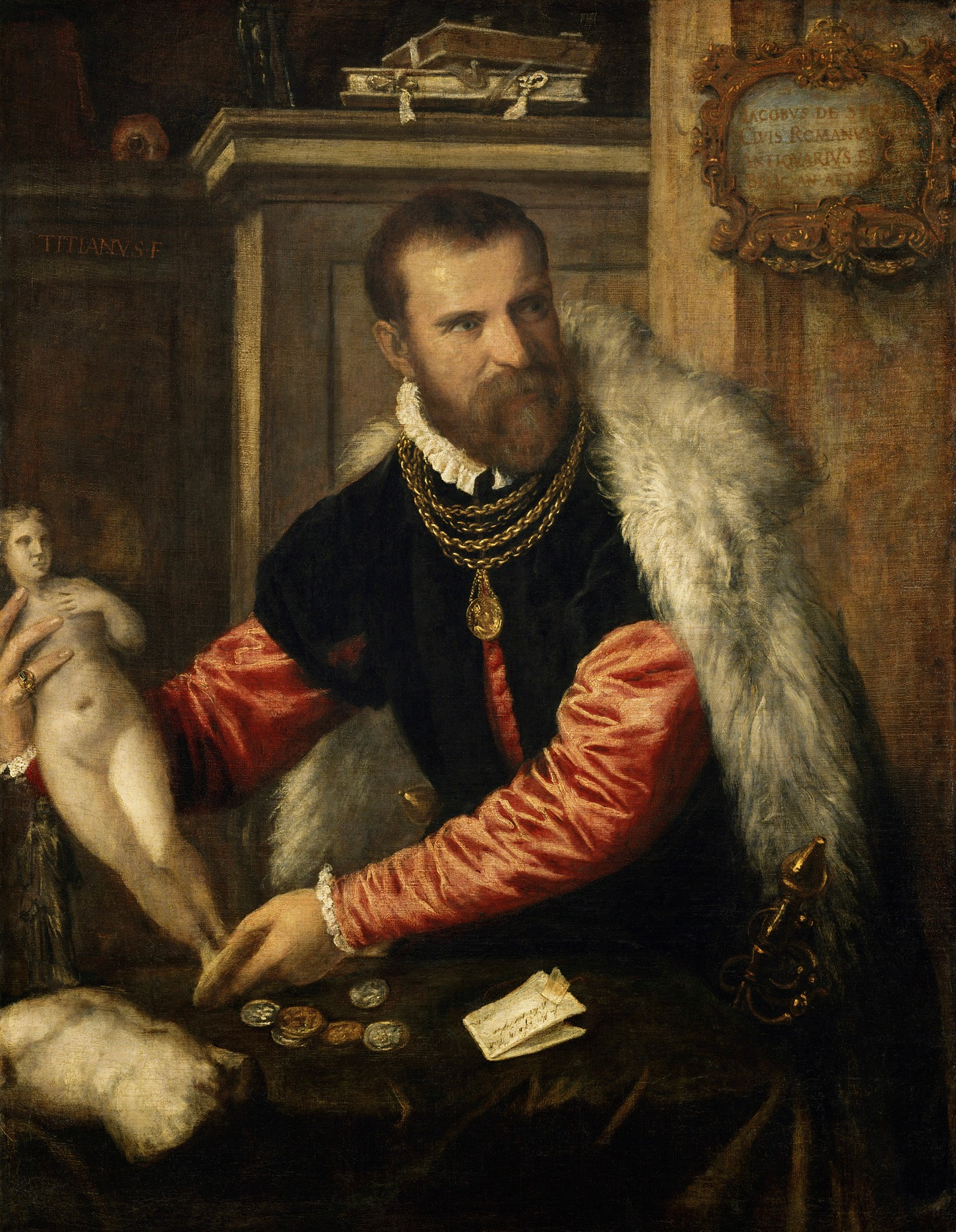
Тициан. Портрет антиквара Страда, Якопо. Около 1567—1568

Крупнейшим антикварным рынком на всём протяжении XVI века оставалась Венеция, что объяснялось как её долговременным положением монополиста по связям со странами Востока, так и огромным числом состоятельных покупателей практически со всех стран Европы. Венецианский рынок был более привлекательным для коллекционеров, особенно иностранных, поскольку, во-первых, на нём было бо́льшее предложение, в том числе вещей из Египта, Греции и Леванта, а, кроме того, для вывоза купленного не требовалось никаких разрешений, в отличие от Рима. В папской столице разрешение стоило дорого и преследовалась контрабанда древностей. Более того, на протяжении XVI века в венецианском словоупотреблении термин antiquario существенно изменил своё значение. Если в предыдущем столетии прозвище «Антиквар» носил Феличе Феличиано, оно указывало на его многолетние античные изыскания в Риме, Равенне и по всей Италии. В первой половине XVI века этот термин означал не только собирателя и знатока древностей, но и куратора коллекции, торговца и оценщика антиков. С 1551 года при феррарском дворе впервые появился штатный антикварий, курирующий дворцовые собрания и помогающий их оценивать и пополнять. Собственно антикварные лавки располагались в Риальто, рядом с ювелирами и менялами (современная улица Ruga Vecchia di San Giovanni и её продолжение Rughetta del Ravano). Торговля антиками не отделялась от ювелирного дела и торговли драгоценностями, а деловые и экспертные навыки антиквариев и ювелиров, по сути, были одинаковы. Ювелиры занимались не только камеями, драгоценностями, полученными путём раскопок, или монетами, но и крупными мраморными и бронзовыми изделиями, — вазами, статуями и архитектурными деталями. Одним из знаменитых купцов-антиквариев Венеции был Алессандро Каравия, получивший большую известность как поэт и гуманист, который невредимым вышел из инквизиционного дознания. Как оценщика древностей его высоко ставил Пьетро Аретино. В 1555—1557 годах Каравию привлекли для подбора драгоценностей в корону венецианского дожа, которая в законченном виде весила три с половиной фунта и была оценена в 200 000 дукатов. Аналогичные услуги он оказывал также домам Эсте и Медичи, являясь их многолетним поставщиком. Герцогу Козимо I Медичи А. Каравия продал античную хрустальную вазу за 400 скуди, и одновременно предлагал живого леопарда. Каравия использовал греческих контрагентов, которые в 1558—1559 годах поставили ему из Афин две партии из 9 и 14 античных мраморных скульптур. Эти антики он рассчитывал продать герцогу Флоренции, заплатил за них 1000 скуди, но перепродать их удалось за 700, и только после длительного торга. Серьёзным игроком на антикварном рынке было также купеческое семейство Таргоне, упомянутое в автобиографии Бенвенуто Челлини; эта семья делала заказы Джорджоне и Тициану.
Во второй половине XVI века мода на антикварианизм распространилась по всей Европе, но именно Италия воспринималась как главный источник пополнения коллекций, а Венеция приобрела статус интернациональной антикварной площадки. Венецианские коллекционеры охотно распродавали свои собрания, что сильно стимулировало «аппетиты» владетельных персон за Альпами. После кончины Вендрамина, с 1567 года его наследники начали распродажу его собрания; Леонардо Мочениго в 1575 году из-за финансовых трудностей также выставил на продажу часть своей коллекции статуй и монет. Якопо Страда, Никколо Стоппио и Эрколе Бассо превратились в арт-дилеров всеевропейского масштаба. Так, Страда продал баварскому герцогу Альбрехту V собрание Андреа Лоредана (1492—1569) за 7000 дукатов, а также часть собрания Симона Дзено. Н. Стоппио работал, преимущественно, с Фуггерами. Даже Тициан и его сын активно привлекались в тот период герцогами Мантуи для работы на антикварном рынке и для подбора коллекции.

### Гуманистический антикварианизм в Священной Римской империи
А. Л. Осипян выделял следующие особенности антикварного подхода к древности в XV—XVI веках, который отличал антиквариев от гуманистов. Гуманистическое знание было, по преимуществу, логоцентричным, сфокусированным на текстах. Антиквариев интересовали материальные объекты и артефакты и информация о прошлом, которую можно извлечь из этих — нетрадиционных для своего времени — источников. Aнтикварии не доверяли литературной традиции, не любили богословской полемики и мало интересовались традиционной политической историей; хотя в известной степени антикварии участвовали в дискуссии об историческом скептицизме и вере. С точки зрения А. Момильяно, традиционные историки дискредитировали себя, обслуживая интересы правящих династий и противоборствующих церквей; на антиквариев, состоящих во всемирном надконфессиональном братстве «Республики учёных», это недоверие не распространялось.

#### Германия: Ренанус и Геснер

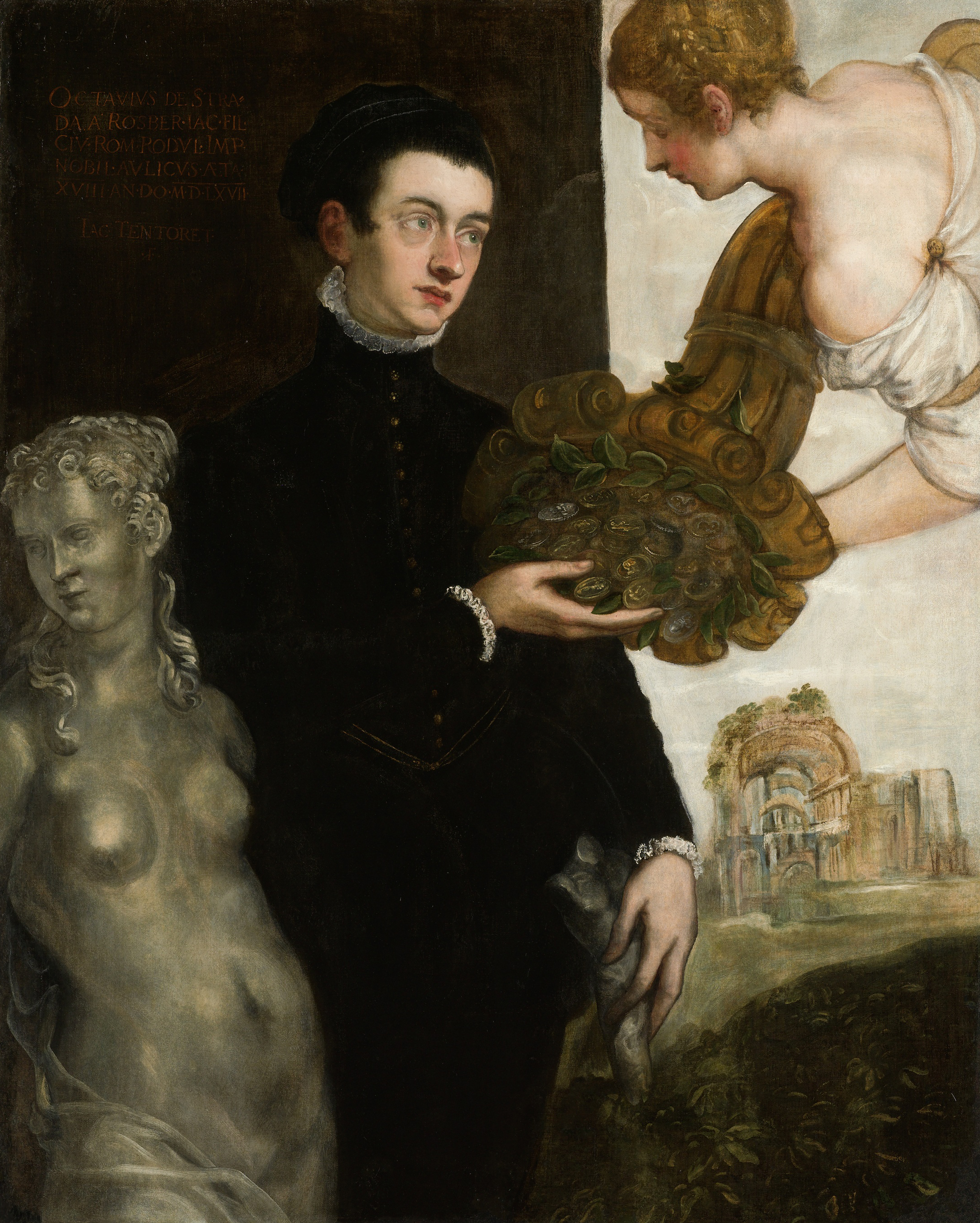
Тинторетто. Фортуна вручает рог изобилия Оттавио Страда. 1567, холст, масло, 128 × 101 см. Амстердам, Рейксмюсеум

В организационном отношении антикварии Священной Римской империи зависели от итальянских гуманистов. Так, мантуанский гуманист-нумизмат Якопо Страда был нанят в Аугсбург для упорядочения коллекции Фуггеров, а далее был приглашён Максимилианом II в Вену. После организации Венской Кунсткамеры Страда был пожалован в 1566 году звание придворного антиквария. Рудольф II вызвал Страду в Прагу, где он также привёл коллекции в строгий порядок. Наследовал ему сын Оттавио Страда.
Классический метод гуманистического антикварианизма позволил знаменитому текстологу Беатусу Ренанусу реализовать «Историю Германии в трёх книгах» (1531, второе издание 1551). Главной задачей Ренануса было решение вопроса об отношениях между древними германцами и Римской империей. Для этого следовало прояснить точные названия и границы римских провинций на территории Германии. Сам Ренанус очень гордился тем, что смог раз и навсегда разъяснить, какие германские земли входили в состав империи, а какие оставались независимыми. Так, Ренанус подвёл черту под дискуссией о месте разгрома Квинтилия Вара в Тевтобургском лесу (в Вестфалии между Падерборном и Оснабрюком). Для протестантских историков личность Арминия и нанесённое им поражение римлянам были предвосхищением современной борьбы между немецкими княжествами и Католической церковью. Для последующего развития немецкого самосознания огромную роль сыграло то, что сражение Арминия и Вара произошло вне границ Римской империи, то есть было доказательством того, что германцы отстояли родную землю и не смирились с римским игом. Ренанус попытался использовать классический метод описания античности и работы с источниками применительно к «варварам»: он пытался описать язык франков, их нравы (вплоть до одежды и причёсок) и законодательство, основным средством для этого является изобильное цитирование источников. Изложение доведено до Карла Великого и основания империи Оттонов, поскольку их государства являлись предшественниками современной Ренанусу немецкой государственности. Третья книга посвящена Рейнской области, её обитателям и многочисленным текстологическим наблюдениям. Важными аспектами изложения являлись прогресс цивилизации в Германии и история городов. Очень большое место посвящено здесь малой родине историка — Селесте.
Метод антиквариев-гуманистов Италии был в полной мере воспринят швейцарским учёным Конрадом Геснером, который создавал энциклопедические своды по разным отраслям естественной истории и гуманистического знания. Классический статус приобрёл его объёмный труд Bibliotheca universalis sea catalogas omnium scriptorum locupletissimus in tribas linguis, Graeca, Latina et Hebraica etc. («Всеобщая библиотека, или Общий изобильный каталог сочинений на трёх языках — греческом, латинском, и еврейском (и проч.)», 1545—1555) — каталог всех когда-либо живших латинских, греческих и еврейских авторов, с названиями их произведений. Также ему принадлежал трактат «Митридат, или О различных языках» (1555), в котором перечислялись 130 языков с переводом Господней молитвы на 22 языках, и пятитомная «История живых существ» (Historiae animalium) — эрудитский перечень всевозможных слов и контекстов, связанных в классической культуре со всеми известными животными, птицами, рыбами и пресмыкающимися. Иными словами, в его трудах поддерживался основной гуманистический принцип — помещения всех доступных сведений в единый труд. Отчасти, этот метод поддерживало знакомство с византийскими компендиумами — энциклопедией Суды (впервые напечатанной в 1499 году) и фотиевой «Библиотекой». Последняя была доступна Геснеру только в виде рукописи, хотя он очень высоко оценивал достоинство данного труда; впервые «Библиотеку» напечатали только в 1601 году. Также Геснер не знал о существовании полного библейского конкорданса, составленного Евфалием Родосским около 1300 года.

#### Нидерланды: Юст Липсий
Знаменитый философ и филолог Юст Липсий смолоду занимался греческими и латинскими античными текстами, которые побудили его изучать обыденные для древних писателей вещи и явления, а также забытые культурные реалии, которые никак не разъяснялись древними. Он составил несколько грамматических и лексических комментариев, справочник по римским именам и тому подобное, в Лейдене вышел его справочник по римским монетам, предназначенный для учебных целей. Постепенно это привело учёного к словесной и даже графической реконструкции культуры и быта древности. В результате в последний период своей жизни, между 1593—1606 годами, он опубликовал несколько новаторских для той эпохи сочинений, начатых трактатом «О кресте», в котором исследовал все разновидности римской казни через распятие, сопровождаемые крайне натуралистическими иллюстрациями. С этим текстом непосредственно связан трактат об амфитеатрах, в которых казнили христиан, а также трактат о Сатурналиях и гладиаторских боях, которые организовывались на этот праздник. От описания единичных культурных феноменов Липсий постепенно перешёл к комплексному осмыслению важнейших составляющих античной культуры — военного дела и религии. Результатом стали трактаты о римской армии (построенный как комментарий к Полибию — так называемый «Полиоркетикон») и книга о весталках, опубликованная в 1602 году. В 1600 году Липсий изложил свой метод в пространном письме некоему Николя де Экевилю. Учёный настаивал на необходимости хорошо знать не только исторические события, но и разбираться в географии и хронологии. Конечной целью историка провозглашалось написание ёмкой и краткой всеобщей истории, далее углубиться в хронологию и лишь затем пытаться работать с подробностями. Юст Липсий разделял миф и историю, причём собственно историю классифицировал на естественную (Naturalis) и нарративную (Narrativa). Нарратив в свою очередь включает историю священную и светскую, а светская история включает публичное и приватное измерения.

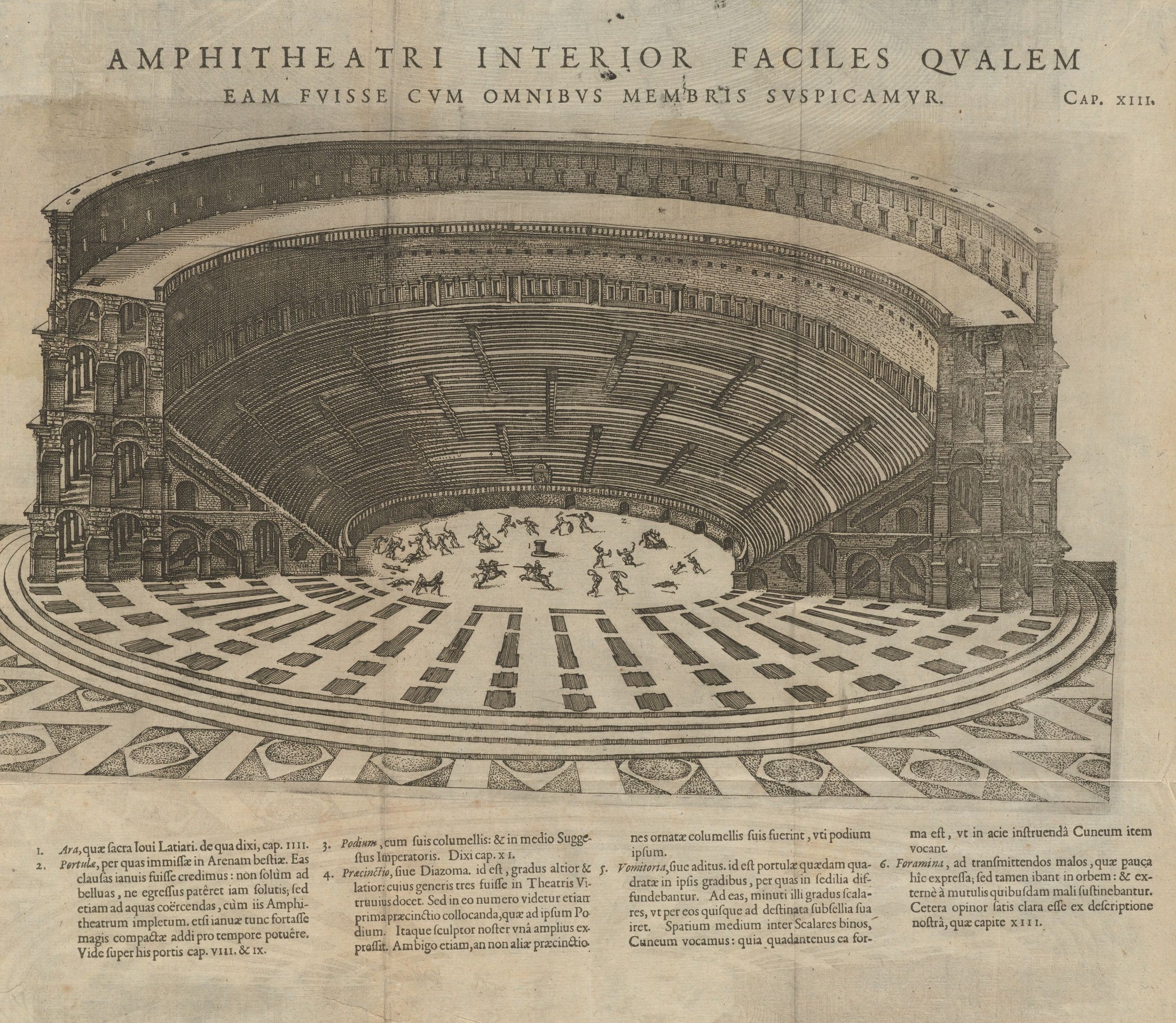
Устройство римского амфитеатра. Гравюра из издания Ivsti Lipsi ad Iac. Monavivm epistola, 1592

Практически в соответствии со своими схемами, Липсий в 1598 году опубликовал трактат обо всех древнеримских достижениях (Admiranda sive de magnitudine Romana libri quattuor ad Serenissimum Principem Albertum Austrium). С его точки зрения наследницей древней Римской империи выступала Священная Римская империя германской нации, не случайно и посвящение труда эрцгерцогу Альбрехту Австрийскому. В названии был использован герундий admiranda (буквально — «достойное восхищения»), что указывало на цель автора: вызвать у читателя восторг перед величием древней цивилизации и раскрыть перед глазами новоевропейских правителей вечный образец для подражания. Издание in-quarto включало 255 страниц и может рассматриваться как отражение собственного опыта Липсия в Риме и фокус его антикварных интересов, но также может быть интерпретировано и как своего рода путеводитель для пилигрима-гуманиста.
Для Липсия — как и для всех гуманистов — античность не была чем-то ушедшим в прошлое, а вечно живым образцом, которым можно было руководствоваться даже в повседневной жизни. Помимо советов правителям, как организовать жизнь их подданных, важнейшей задачей Липсия был поиск средств объединения интеллектуалов. Это и побудило его создать трактат «О библиотеках», построенный, — как и многие другие его сочинения — в жанре синтагмы. Это последовательное изложение подобранных и систематизированных сведений о каком-либо предмете, в данном случае — все сведения о древних библиотеках, извлечённые из памятников греко-римской словесности. Расположив их в хронологическом порядке от Древнего Египта до конца Римской империи, облегчив тем самым изыскания учёных следующих поколений, Липсий подчёркивает, что главной его целью было показать достойные образцы тем, кто будет заниматься составлением и организацией новых публичных библиотек Европы. Это выражало основной методологический принцип антиквариев-гуманистов
similitudo temporum («сходство времён»). Иными словами, должное понимание всех аспектов древности, включая бытовые обыкновения, вполне способно обеспечить потребности современности. Это должно было обеспечивать решение важнейших философских и педагогических задач, а именно — возможности примирить античную языческую и новоевропейскую христианскую мудрость.

### Антикварии Английского королевства
В XVI веке антикварные тенденции достигли Англии. В 1533 году Джон Лиланд был назначен «королевским антикварием» и ему было поручено разыскание английских древностей, с доступом в библиотеки всех соборов, аббатств и колледжей. Лиланд поставил задачу написания всеобъемлющего исследования локальной английской истории, для чего лично посетил все места, которые прямо или косвенно упоминались в соответствующих легендах. Его работа предполагала перепроверку всех сведений письменных источников с материальными следами — зданиями, руинами, монетами, надгробиями, и проч. Предполагалось также издание всеобщей карты Англии и детальное описание её топографии. Такая программа была заведомо невозможна для реализации одним человеком, она реализовывалась целыми поколениями английских учёных. Тем не менее, от Лиланда остались объёмные записные книжки, так называемые «Итинерарии». Завершением этой тенденции стал труд «Британия» Уильяма Кемдена (1586—1606). В трактате повествовалось о римской, англосаксонской и нормандской Британии, основываясь на письменных свидетельствах, находках древних орудий, монет, погребениях, и прочем. В приложении был помещён указатель исторических названий, согласованный с современной топонимикой. Вместе с тем, В. Зверева отмечала, что сочинения Лиланда и Кемдена существенно отличались от гуманистических компендиумов предшествующего периода. Гуманистическая энциклопедия мыслилась как новое исследование, произведённое на основе других сочинений предшественников. Антиквары XVI века, сохранив принципиально важное место нарративных источников в структуре исследования, поставили наравне с ними самостоятельный сбор сведений. Роль эмпирического знания обосновывалась со ссылкой на «Восстановленный Рим» Бьондо, в котором представлялся топографический и исторический обзор Апеннинского полуострова. Лиланд, Кемден и их современники также начинали работу с путешествия — личного присутствия в памятных местах, что служило как точному описанию уцелевших памятников и сопряжения прошлого с настоящим. Представляя свой труд королю Генриху VIII, Лиланд писал:

Я так много путешествовал по Вашим владениям, и по берегам, и по серединным землям, не жалея ни трудов, ни денег, на протяжении шести лет, что не осталось ни мыса, ни залива, ни гавани, ручья, реки или места слияния рек, бреши в земле, озера, заболоченных вод, гор, долин, болот, пустошей, лесов, охотничьих угодий, городов и поселений, замков, маноров, монастырей, или колледжей, которых я бы не увидел; и, посещая их, я нашел целый мир весьма достопримечательных вещей.

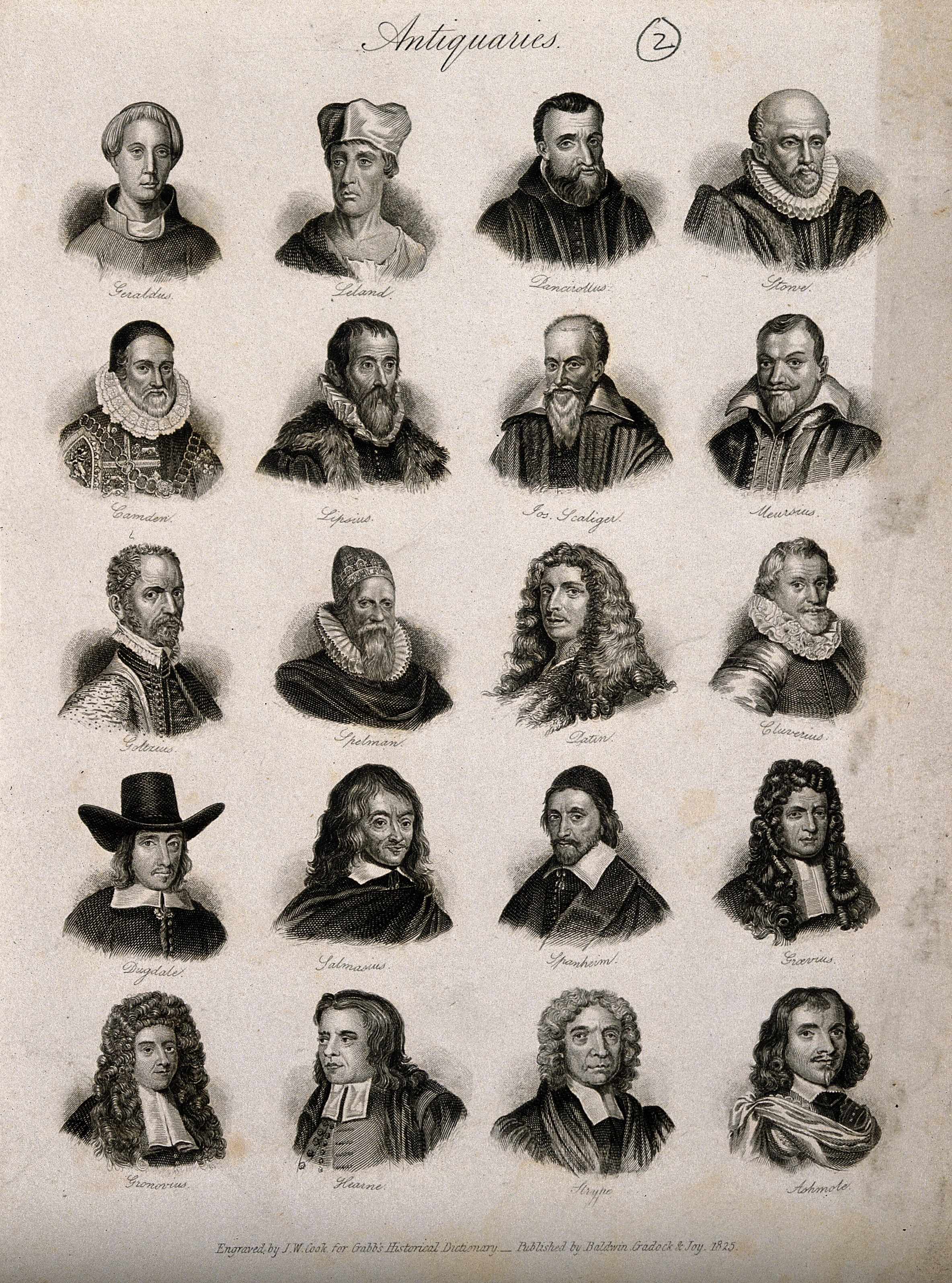
Двадцать видных антиквариев. Слева направо сверху вниз: Гиральд Камбрийский, Джон Лиланд, Гвидо Панчироли, Джон Стоу; Уильям Кемден, Юст Липсий, Жозеф Жюст Скалигер, Йоханнес Меурзий; Хубрехт Гольциус, Генри Спелман, Шарль Патэн, Филипп Клювер; Уильям Дагдейл, Клод де Сомез, Фридрих Шпанхайм, Иоганн Георг Греффе; Якоб Гроновиус, Томас Хирн, Джон Страйп, Элиас Эшмол. Иллюстрация из: G. Crabb, Universal historical dictionary, London, 1825

Тем не менее, опубликованные труды Лиланда современники сочли неудачными. Эмпирический принцип, положенный в основу его энциклопедии, был донаучным, но даже в таком виде с трудом воспринимался читателями — поскольку вместо связного повествования (исторические и литературные тексты ещё слабо отличались друг от друга) автор делал акцент на самих сведениях — фактах и данных. Этот принцип приходилось соблюдать даже в естественноисторических текстах: эмпиризм приходилось облекать в форму, привычную читателю. Новаторство Лиланда в этом отношении не следует преувеличивать: материал подразделялся не по алфавиту, и не по рубрикам, а по территории. Рамки целого задавались «Британией» как государством, а «буквой» этого текста было графство. Лиланд мечтал о том, чтобы в итоге за «Итинерарием» последовала бы история Англии, разделённая на «столько же книг, сколько есть в Англии графств, а также графств и владений в Уэльсе». Территориальный принцип организации материала в исторических и географических сочинениях сохранялся впоследствии, после появления систематического принципа организации материала в учёных трудах.
Новаторское сочинение, основанное на личном опыта автора, не воспринималось аудиторией. В. Зверева писала, что к «Итинерариям» Лиланда очень близки труды его современника — французского натуралиста Пьера Белона. Французский учёный путешествовал по Турции, Греции, Палестине, Египту и Синайскому полуострову, описал множество видов рыб и птиц, но исходил при этом из личного опыта, а не книжной традиции. В трудах Геснера, напротив, этого личного опыта почти не было, зато было множество девизов, надписей на гербах, даже кулинарных рецептов, в которых встречались как ключевые названия тех или иных биологических видов. Хотя Белон исследовал доселе неизвестные виды рыб и даже предложил их систематику, его работы не отвечали ожиданиям читательской аудитории, получившей гуманистическое образование, и не пользовались успехом. Однако труды ранних британских антикваров носили ярко выраженный практический характер. Систематическое становление британского антикварианизма пришлось на эпоху реформации, когда происходил захват и передел церковных земель и роспуск и разрушение монастырей. Деятельность антикваров позволяла сохранять документы, которые ранее не попадали в поле зрения историков, а также вводило в научный оборот сведения из источников, которым грозило исчезновение. Существовал и прямой заказ власти на приемлемую версию прошлого (обоснование легитимности династии, так называемый «Тюдоровский миф», а также преемственность от античных греков и римлян). Хорографические описания предоставляли достоверную информацию об истории владения теми или иными землями, а также о владельческих правах тех или иных родов и семейств, подкреплённую ссылками на разнообразные документы.
В 1572 году У. Кэмден и его ученик сэр Р. Коттон организовали «Коллегию сохранения отечественных древностей». Официально это общество не было утверждено ни королевой Елизаветой, ни её преемником Яковом I, поскольку власть усмотрела в организации коллегии оппозиционные политические цели. Памятником этому обществу был «Сборник любопытных открытий видных антиквариев», опубликованный значительно позднее.

## Антикварианизм эпохи научной революции

### Накануне научной революции: аббат Пейреск

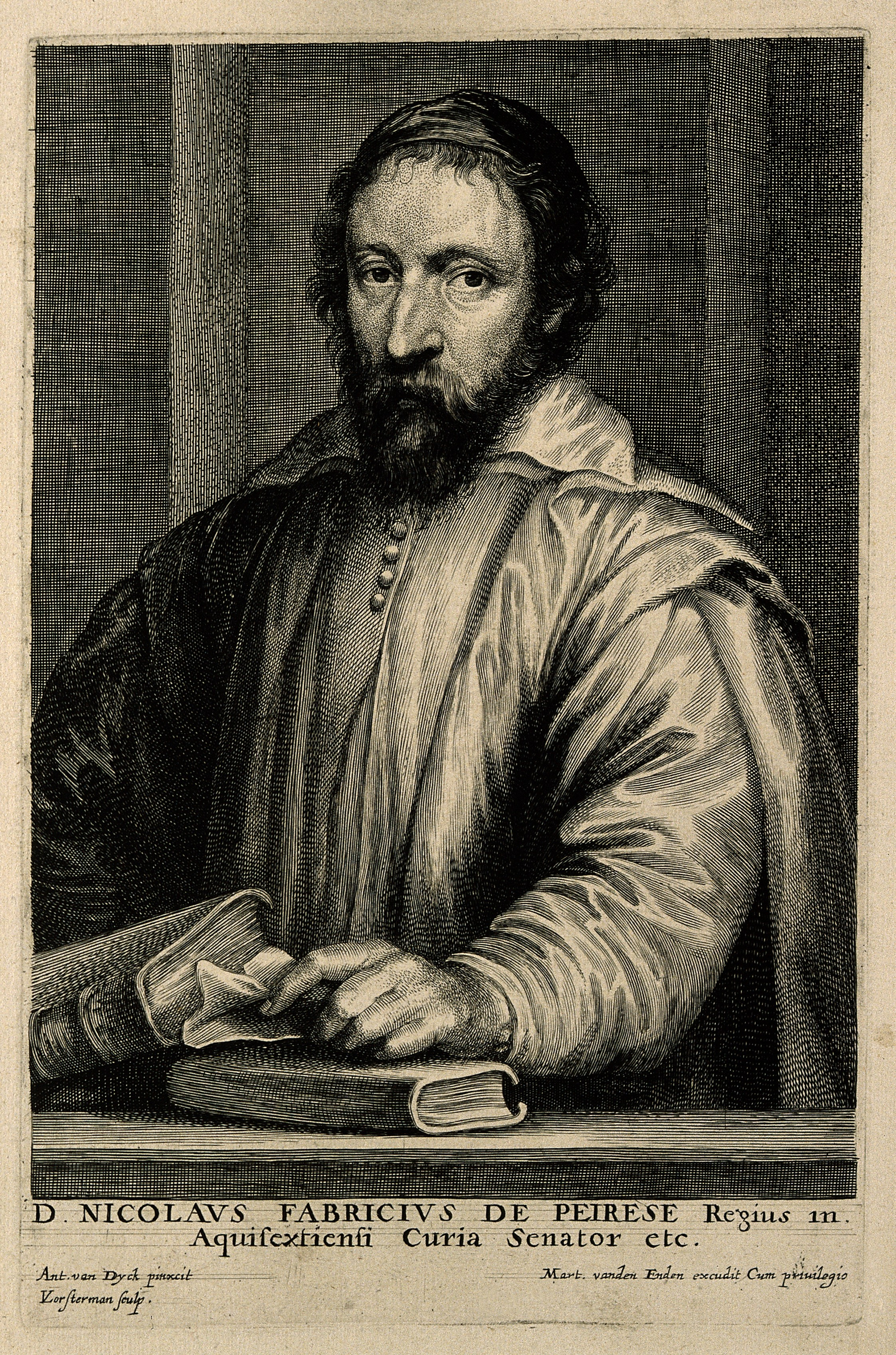
Аббат Фабри де Пейреск. Гравюра Л. Ворстермана (1646) с оригинального портрета ван Дейка

Главным центром европейского антикварианизма второй половины XVI века был римский двор кардинала Алессандро Фарнезе. Его учёные клиенты и друзья в течение трёх десятилетий представляли авангард антикварианизма — это были Пирро Лигорио, Онофрио Панвинио, Фульвио Орсини, Антоний Августин, Альфонсо и Педро Чакон и Антонио Бозио. П. Миллер утверждал, что их главной инновацией стало расширение границ их науки, но особенно — то, что они сделали материальную культуру древности актуальной для их собственного времени. После 1600 года центр европейского антикварианизма сместился за Альпы, главным образом, во Францию, Нидерланды и Англию. Ярким представителем французского антикварианства был Никола-Клод Фабри де Пейреск.
Аббат Фабри де Пейреск во многих отношениях являлся важнейшим и типичным представителем антикварианизма переломной эпохи. Происходя из богатой и знатной провансальской семьи, он унаследовал состояние и пост советника Парламента Прованса, получил юридическое образование, но его интересы с юности охватывали все отрасли тогдашнего знания — от астрономии до зоологии, но с преобладанием исследования древностей. Главным его наставником стал Джан Винченцо Пинелли, который увидел в 18-летнем французе своего преемника и светоча (по выражению Гассенди). Из-за слабого здоровья он в основном обитал в родовом имении и общался по переписке, в результате став центральной фигурой в «Республике учёных», вплоть до того, что современники величали его «Князем учёных» или «Генеральным прокурором» Республики. Он не опубликовал при жизни ни одной научной работы, но сохранился его архив, изучая который А. Момильяно пришёл к выводу, что Пейреск — «архетип всех антикваров». Его деятельность слагалась из писания десятка объёмных посланий в день, адресованных сотням корреспондентов, в которых ставились и разрешались вопросы самого разного масштаба. Пейреска интересовало всё — от вулканов до насекомых; ему приходилось решать задачи сохранения кожи нильского крокодила, который был подмочен морской водой при кораблекрушении. В своих корреспонденциях он мог одновременно наставлять миссионеров-иезуитов как использовать секстанты и телескопы для измерения движения спутников Юпитера и лунных затмений, и одновременно как замерять древние вазы. Как антиквар, Пейреск был одним из первых учёных, обратившихся к исследованиям постклассического мира. Исследование римских катакомб и раннего христианства началось в 1580-е годы Антонио Бозио; а учителя Пейреска — французские юристы Теодор Годфруа и Антуан Дюшес — впервые стали исследовать, как римское право превращалось в современное им французское законодательство.
Изучая древности, Пейреск впервые предпринял «трёхмерное» (по выражению П. Миллера) исследование. Он не просто изучал древние и средневековые тексты, и заказывал их копии, его интересовал материальный носитель этих текстов и его особенности. Например, работая в парижском аббатстве Сен-Виктор, он обнаружил грамоту XVI века, которую последовательно дополняли с 1506 по 1591 годы разными почерками, и сразу обратил внимание на эти почерки, форму и содержание печати, и прочее. С английскими корреспондентами он обсуждал вопросы кодикологии, и, получив с Кипра рукопись «Эклог» византийского императора Константина VII отправил её Гуго Гроцию непереплетённой, чтобы он оценил её первоначальный формат и фальцовку листов. Создав практику научного описания предмета — базовую технологию антикварианизма, — Пейреск стремился представить не только описание, но и вид изучаемых предметов и регулярно заказывал художникам точные зарисовки тех или иных объектов. Это роднило его с «Музеем-картотекой» Кассиано даль Поццо. Пейреск при этом не стремился вообразить, как выглядели печати или камеи в целом виде, сохранившиеся рисунки, например, фиксировали разбитые печати. П. Миллер утверждал, что Пейреск, таким образом, стоял и у истоков «культа руин».

### Рубенс, Пейреск и антикварианизм

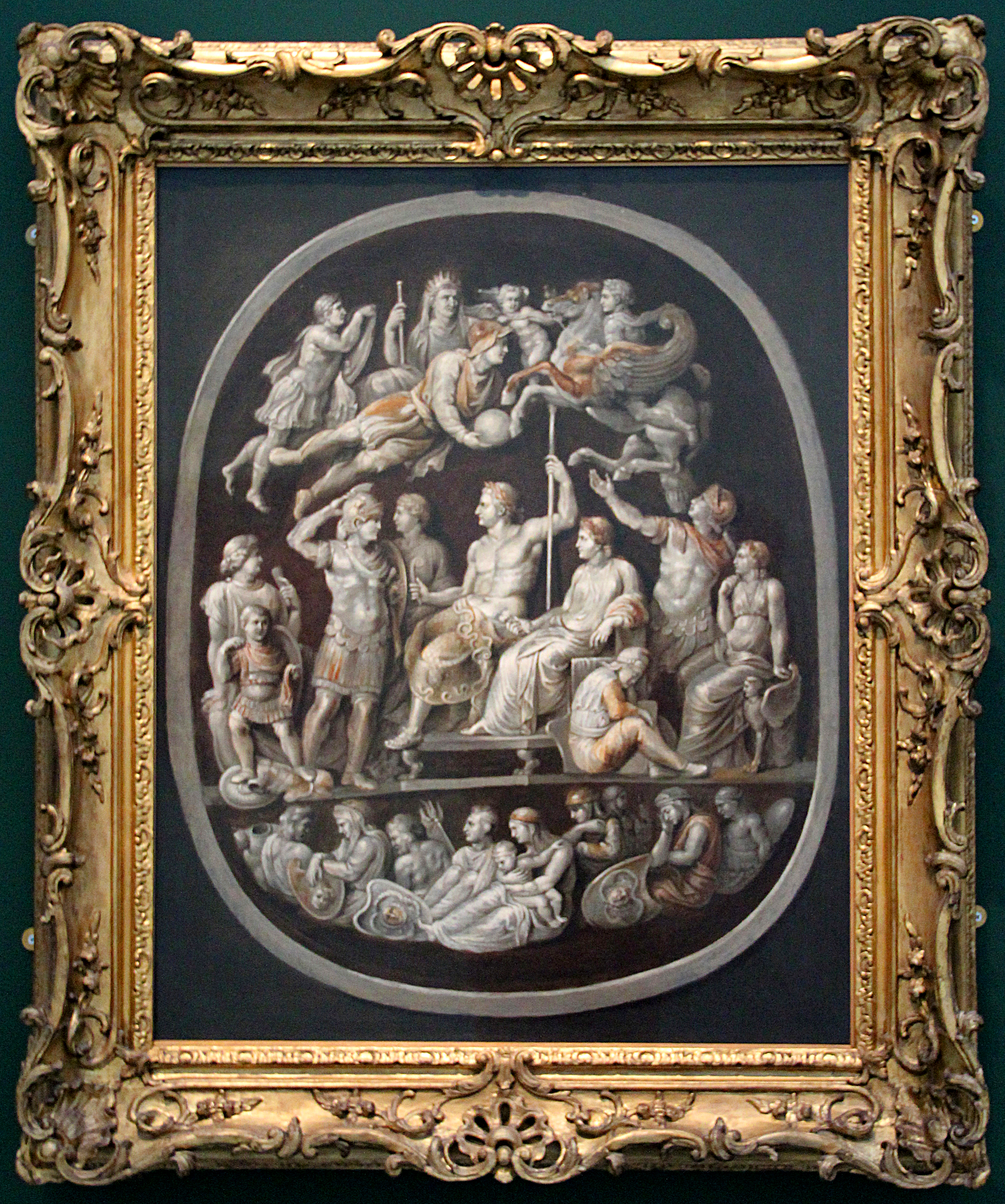
Гемма Тиберия, живописная расшифровка Рубенса. Холст, масло 100 × 82,6 см. Оксфорд, Эшмоловский музей

Питер Пауль Рубенс, будучи не только известным художником, но и интеллектуалом, в молодости общался с последователями и учениками Юста Липсия, в числе которых был его собственный брат Филипп. В переписке Рубенса имеются многостраничные пассажи о формах и способах применения античных треножников, изображениях на античной серебряной ложке и прочем. В связи со своим увлечением глиптикой, Пейреск заказывал Рубенсу делать расшифровку сюжетов миниатюрных античных изображений и воспроизводить их на холсте маслом. Иногда эти изображения были сомнительны с точки зрения тогдашней морали: так, в письме от 3 августа 1623 года Рубенс писал аббату, что взялся расшифровать камею с изображением божественной вульвы с крыльями бабочки. Были и более возвышенные сюжеты: когда Пейреск обнаружил в сокровищнице Сент-Шапель «Гемму Тиберия», поручив дешифровать её Рубенсу, в дальнейшем планировалось совместно исполнить иллюстрированный альбом гемм, что так и не осуществилось. Объединяли их интересы и другого рода: по чертежам Корнелиса Дреббеля и наставлениям Пейреска Рубенс изготовил некое устройство, которое называл «вечным двигателем», хотя судя по описаниям, прибор более напоминал термометр; неповреждённым он был доставлен Фабри де Валавэ — брату аббата. О степени доверительности и методе работы Пейреска и Рубенса свидетельствует письмо аббата от 15 июля 1622 года:

…явился возчик и привёз мне… ящичек с моими свинцовыми отливками и восковой отливкой головы Демосфена. Я чрезвычайно благодарен Вам за эту прекраснейшую редкостную вещь, особенно для меня ценную, так как она даёт мне объяснение одной посредственной геммы из сердолика, привезённой мною из Рима, с изображением той же головы и с такой же причёской, не знакомой мне до сих пор. Я не сомневаюсь в том, что голова эта античная, однако, признаюсь, мне кажется несколько странным, что столь ценный памятник удалось вывезти из Рима, где его можно было бы продать за тысячу скудо. Мне хотелось бы знать… удовлетворяют ли Вас буквы надписи, где омикрон одного размера с остальными; такое вообще встречается, но в тoм веке редко. Я знавал старого болонского антиквара по имени Гуиллельмо Джозеппо де Вели, который удивительно разбирался в хороших вещах. Он сказал мне, что видел некоторые из античных гемм, позже опубликованных Фульвио Урсино, когда на них ещё не было никаких надписей, и что надписи были высечены на них уже потом. Сам Урсино велел высечь на некоторых из них надписи, какие ему вздумалось, и антиквар его за это очень стыдил. Всё это между нами.
Антикварные интересы позволяли Рубенсу завязывать связи при королевских дворах, в особенности английском. В 1625 году художника посетил герцог Бэкингем и восхищённый собранной им коллекцией, выкупил её за 100 000 флоринов. Коллекцию эту Рубенс начал собирать во время 8-летнего пребывания в Италии при дворе герцога Гонзага, далее в 1618—1619 годах вёл переписку с английским государственным деятелем и художником-любителем Дедли Карлтоном. Его коллекцию антиков Рубенс оценил в 6850 золотых флоринов и предложил оплатить их 12-ю своими картинами, поклонником которых был Карлтон. Сделка была совершена, и художник сделался обладателем 21 крупной, 8 «детских» и 4 поясных скульптур, 57 бюстов, 17 пьедесталов, 5 урн, 5 барельефов и набора прочих предметов. Они были размещены в его домашней ротонде «с порядком и симметрией». В 1626 году Рубенс лично доставил Бэкингему собрание, по описи там значилось: 19 картин Тициана, 2 — Корреджо, 21 — Бассано, 13 — Веронезе, 8 — Пальма, 17 — Тинторетто, 3 — Рафаэля, 3 — Леонардо да Винчи, собственных произведений Рубенса — 13, Ганса Гольбейна-младшего — 8, Квентина Массейса — 1, Снейдерса — 2, Антонио Моро — 8, Вильгельма Кея — 6. Сверх того: 9 статуй из металла, 2 статуи из слоновой кости, 2 мраморные статуи и 12 ящиков с геммами.

### Формирование новой картины мира и антикварианизм

#### Бэкон и рационализм

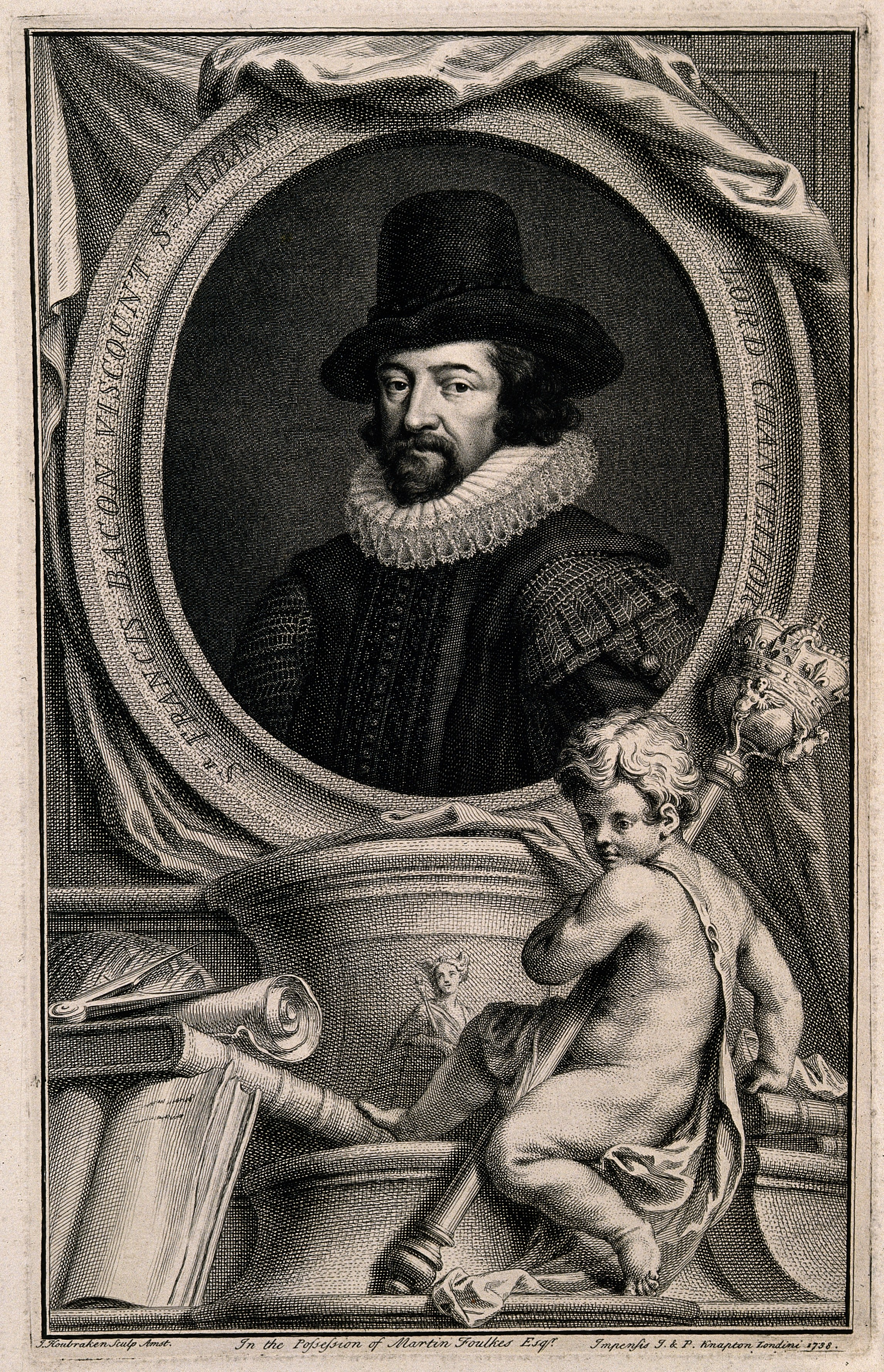
Фрэнсис Бэкон, виконт Сент-Олбанский

Новое отношение к антикварианизму фиксируется в среде европейских мыслителей уже с начала XVII века. Фрэнсис Бэкон характеризовал практику антиквариев следующим образом:

Когда воспоминания о событиях уже исчезли, и сами они почти полностью поглощены пучиной забвения, трудолюбивые и проницательные люди, несмотря на это, с какой-то удивительной настойчивостью и скрупулезной тщательностью пытаются вырвать из волн времени и сохранить хотя бы некоторые сведения, анализируя генеалогии, календари, надписи, памятники, монеты, собственные имена и особенности языка, этимологии слов, пословицы, предания, архивы и всякого рода орудия (как общественные, так и частные), фрагменты исторических сочинений, различные места в книгах, совсем не исторических.— О достоинстве  и приумножении наук
То есть, по Бэкону, антикварианизм приобретал двойственный статус. С одной стороны, работа антиквариев была достойной уважения, ибо заключалась в интеллектуальных изысканиях. С другой, предмет антикварианизма был предельно далёк от актуальной науки — исследования природы. По Бэкону, задачей науки является открытие истины, сокрытой в вещах. Наука имеет практическое значение — она ведёт к господству над тварным миром и в перспективе — к новому Золотому веку. Бэкон отметил, что существует сходство в приёмах антикваров и учёных, изучающих естественную историю, поскольку обе науки основаны на знании об индивидуальном, отдельных событиях и феноменам, и опирались на памяти человека и её способности хранить воспоминания.
По П. Миллеру отличие историков XVI—XVII веков от антикваров заключалось в том, что историки, как правило, переписывали и компилировали древние письменные источники, тогда как антиквары сопоставляли тексты с материальными остатками древности и могли ставить и разрешать вопросы, недоступные с других точек зрения. Фактор эмпирического наблюдения также позволяет объяснить, почему антиквары со времени Ренессанса имели множество достижений не только в гуманитарных, но и естественнонаучных дисциплинах. Например, тот же Фабри де Пейреск, заинтересовавшись технологией производства древних треножников, посещал парижских ювелиров и наблюдал за их работой, делая подробные записи. При этом Пейреск, несомненно, не мог оценивать свои астрономические работы как лежащие в поле антиквариата, однако с точки зрения познавательных методов параллелей там было значительно больше, чем различий. Роберт Гук, чей круг общения и интересы в известной степени напоминали Пейреска, для эмпирического познания природы использовал понятие англ. natural antiquary. Сам Пейреск для своих интеллектуальных занятий употреблял термин фр. rechercher — «изыскивать» (в юридическом смысле — «производить следствие»), но сам себя никогда не называл «исследователем» (фр. chercheur). Взамен он использовал сложный для перевода термин curieux, который одновременно обозначал человека интересующегося чем-либо и человека, собирающего те или иные предметы, коллекционера вообще.
Работы Бэкона оказали революционное воздействие на интеллектуальную культуру XVII столетия, но уже во второй половине века, когда были восприняты во всей полноте. Неудивительно, что антикварные тексты, выдержанные в духе классического гуманистического метода, продолжали создаваться вплоть до 1660-х годов. Различия накапливались исподволь: антикварное знание XVII века было прямым продолжением ренессансного гуманизма и основывалось на исследовании латинской и греческой литературы, разработке критического метода интерпретации текстов и классификации фактов. Для всех гуманистов классическая античность была недосягаемым образцом добродетели, мудрости и стиля. Однако именно утопия реставрации античности привела гуманистов к осознанию бесполезности этой деятельности: последовательное и глубокое погружение в древность привело к осознанию непреодолимой границы между языческим и христианским миром. Понимание и интерпретация текстов привели к познанию незнакомой культуры; на этом базировался метод исторического развития языка, который стал основой текстологической критики. Первым примером является разоблачение «Константинова дара» Лоренцо Валлой. К середине XVII века большинство современников отказались от простого воспроизведения классических текстов и стремились реконструировать социальные и культурные контексты древнего общества.

#### Бэконианство и английский антикварианизм

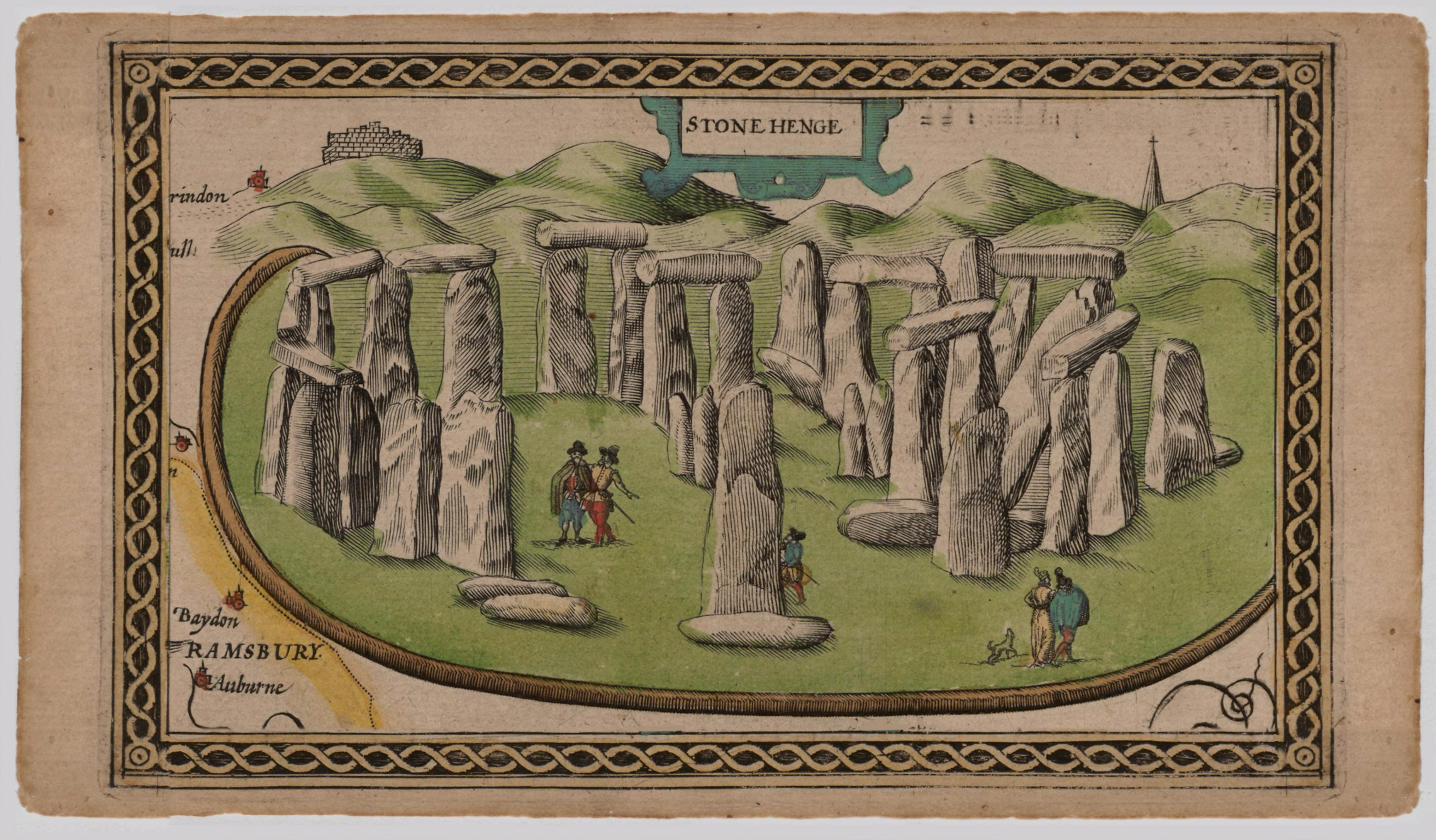
Изображение Стоунхенджа из трактата The theatre of the empire of Great Britaine : presenting an exact geography of the kingdomes of England, Scotland, Ireland (1611)

Антикварианизм не являлся отраслью исторической науки, что проявлялось и в организации знания о прошлом. Сохранялся нарратив, ориентированный на знание о земле. В 1656 году вышел трактат Уильяма Дагдейла «Древности Уорвикшира». Дагдейл, состоя в Коллегии герольдов, собирал рыцарские девизы и гербы, запечатлённые на стенах церквей, надгробиях, оружии и доспехах. В. Зверева полагала, что это сочинение оказалось в Англии последним в своём жанре — это вновь был огромный каталог сведений, выписок и наблюдений; достойными для занесения в него признавались генеалогии владетелей, привилегии владельцев поместий, и тому подобное. Города и поместья описывались в соответствии с природным разделением земли — течением рек. То есть знание о прошлом было неотъемлемой частью конкретного места, а само прошлое было материальным, имело форму, цвет, запах и прочее, то есть прошлое мыслилось вечным и присутствующим непосредственно. В. Зверева так характеризовала антикварный взгляд на историю:

В интерпретации антикваров история выглядела как статичная, лишённая внутренних переходов и качественных изменений, она мыслилась как сумма событий, и особого различения между культурами отдаленных эпох авторы не проводили.
Бэконовский переворот в антикварианизме обозначился в 1660 году, когда вышло в свет сочинение Джошуа Чилдрея «Бэконовская Британия». Знание о прошлом сближалось со знанием о природе. Если в трактате Дагдейла естественноисторические сущности вообще отсутствовали, то в книге Чилдрея материал описывался по графствам всего острова Британия. В 1662 году Т. Фуллер в «Истории достопримечательностей Англии» описывал исторические свидетельства, и древности, и плоды «механических искусств», и природные чудеса. Р. Плот в 1670—1680-е годы выпустил «Естественные истории» Оксфордшира и Стаффордшира, в которых древностям были посвящены самые последние разделы, включённые «вопреки Бэкону», как уступка собственной склонности и вкусу читателей. Изменился и язык сочинений: больше внимания стало уделяться применению аналитического метода и интерпретаций. Антикварии стали входить в научные общества, но была и обратная тенденция: Роберт Плот изначально сделал имя как химик, а лишь затем обратился к антиквариату. Сочинения Плота были задуманы как образец для научного
описания всех земель Британии: следовало составить карту каждого графства, каталогизировать известные виды и все отдельные природные явления, попытаться объяснить природу необычных феноменов, и, таким образом, собрать огромный музей, куда бы поместилась вся Британия с её полезными вещами и редкостями. По этим лекалам стали работать многие авторы того времени.
Огромный труд Джона Обри Monumenta Britannica (1663—1693) был нетипичным для антикварианизма своего времени. Автор стремился распространить эмпирические методы исследования на знание о прошлом (поэтому в его сочинениях усматривают элементы археологических, этнографических, геологических штудий). Обри предложил метод «сравнительных древностей», основанный на теологической предпосылке. Во введении к «Британским памятникам» он писал, что богословы объясняют Писание Писанием, поэтому «я буду объяснять эти старые древности одну другой, показывая рядом те, что я видел или о которых хорошо осведомлён, поскольку ни одна история не углубляется так далеко [в прошлое] чтобы разрешить эти… противоречия». Король Карл II повелел Обри обследовать Стоунхендж и Эйвбери; традиционная версия связывала их постройку с римлянами или датчанами. Обри, сопоставляя постройки римлян, германцев и скандинавов, пришёл к выводу, что памятники относятся к более древним временам, и отнёс их ко временам друидов. Обри был одним из первых антиквариев, который осознал огромную длительность исторического времени, и пришёл к выводу, что оно выходит за пределы библейской хронологии.
После основания Королевского общества (получившего хартию короля в 1662 году), его члены занимались и антикварной деятельностью. Исаак Ньютон, ставший в 1703 году президентом Общества, желал сосредоточить его деятельность только на точных науках и естествознании. Сами антикварии тоже желали создать собственную организацию. Прообраз будущего Лондонского общества антикваров был создан в декабре 1707 года в виде собрания джентльменов (первыми были Хампфри Уэнли, Джон Талман и Джон Бэкфорд), и в качестве такового неформально существовал около десятилетия. Только к концу 1717 года был написан устав: главной целью организации провозглашалась научная деятельность, связанная с изучением древней истории и археологических артефактов, и которая декларировалось как «важная составляющая изящной литературы». В намерения членов общества также входило коллекционирование, сохранение, и издание графических материалов, докладов и отчётов о памятниках, которые могут иллюстрировать историю «Древней Британии».

#### Востоковедение и оккультизм

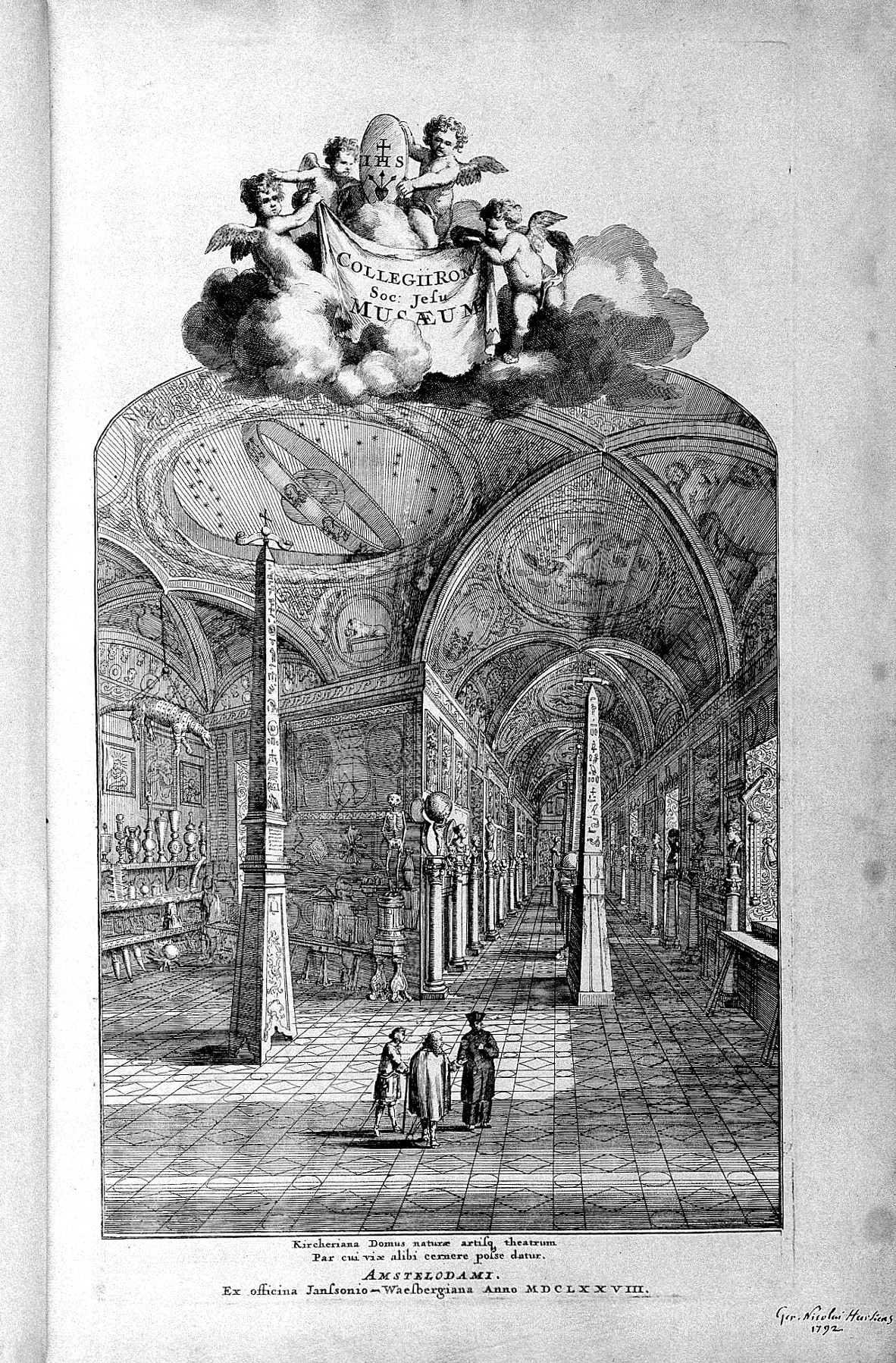
Внутренний вид коллекций Кирхерианума. Гравюра 1678 года

В творчестве знаменитого немецкого учёного-иезуита Афанасия Кирхера отчётливо проявились две тенденции: расширение предмета антикварного интереса за счёт выхода за пределы только греко-римского мира и сближение антикварного знания и оккультизма, поскольку астрология и алхимия на протяжении всего XVII века оставались легитимными формами знания. Восточные древности были для Кирхера своеобразной масштабной линейкой, с помощью которой можно было подходить к астрономическим открытиям Галилея или завоеваниям испанцев в Новом Свете. Как образно писал Д. Стольценберг: «Библиотека и антикварный кабинет были его обсерваторией, а знание восточных языков — телескопом». Однако востоковедческие тексты Кирхера, а особенно «Египетский Эдип», базировались на мощном оккультном фундаменте. Неоплатонизм, заново открытый Марсилио Фичино, привёл к тому, что множество европейских гуманистов стали пытаться искать в античности эзотерическую универсальную философию, которая смогла бы надёжно примирить христианство с языческой мудростью. Ренессансные оккультисты стремились заново открыть откровение, данное прежде Платона, и, предположительно, сокрытое посвящёнными в символической и аллегорической форме. «Канон» гуманистического герметизма включал античную платоническую литературу (особенно трактаты Плотина, Ямвлиха, Порфирия и Прокла), «Герметический корпус», «Халдейские оракулы» (приписываемые Зороастру) и «Орфические гимны». Ранние гуманисты, особенно Пико делла Мирандола, стремились включить в эту традицию и Каббалу, а также христианские тексты, особенно Псевдо-Дионисия Ареопагита. Следствием герметического понимания мира была вера в разные виды магии, в первую очередь — естественную магию, которая позволяла использовать симпатические и антипатические связи между материальными и нематериальными сущностями, а также теургию. По Стольценбергу неверно рассматривать магические доктрины Кирхера как анахронизм, что предлагала Фрэнсис Йейтс. Напротив, он искренне считал, что эмпирический метод антикварного знания поможет прояснить символическую мудрость древних египтян.
В числе интересов Кирхера был и антиквариат как таковой. Огромную роль в становлении Кирхера-антиквария сыграл Никола-Клод Фабри де Пейреск; согласно его завещанию, в 1638 году Кирхер унаследовал коллекцию редкостей, принадлежавшую аббату Пейреску. В её составе были как египетские древности (в том числе мумия), так и естественноисторические экспонаты, включая окаменелости, засушенные растения и плоды, чучела птиц, зверей и рыб, и прочее. Они стали основной крупнейшего в своё время кабинета редкостей — музея Кирхерианум. В результате, по крайней мере для одного теоретика антиквариата XVIII века — Ж. Бреваля, Кирхер был великим антикваром. Эти интересы естественным образом углубились в Риме, который был, во-первых, центром притяжения для учёных всей Европы, а, во-вторых, сам по себе являлся огромным собранием древностей. Кирхер продолжил коллекционирование и профессионально занялся нумизматикой и эпиграфикой; эти труды признавались квалифицированными даже в XVIII веке, когда теории иезуита подверглись осмеянию.

### Мабильон, Лейбниц и антикварианизм эпохи Просвещения
Уже во второй половине XVII века возникла потребность в чёткой дефиниции деятельности антикваров, и крупнейший ценитель древностей в Лионе того времени — врач Жакоб Спон, стремился найти подходящий неологизм. Себя он обозначал и как археолога и как археографа (и впервые ввёл этот термин в 1685 году). Своё дело он обозначал как науку, посредством которой древние передают потомкам сведения о своей религии, мудрости, истории и политике. Предмет учёного-антиквара включал восемь разделов: нумизматика, эпиграфика, архитектура, иконография (включая круглую скульптуру), глиптика, торевматография (изучение рельефов), библиография, и «ангейография». Последнее означало поле, не поддающееся классификации: изучение сюжетов на древних расписных вазах, мер и весов, бытовой и хозяйственной утвари, игр, одежды и множества других предметов. Для некоторых из этих предметов Спон ввёл более или менее остроумные неологизмы: «дейпнография» — изучение обычаев праздничных застолий, «дилография» — исследование рабства, «тафография» — описание погребальных обычаев. Образцом во всех перечисленных разделах для Спона был Пейреск. Спон, по-видимому, был первым исследователем, который отчётливо осознал, что прошлое само по себе неадекватно следам, по которым люди судят о нём; исторические факты — не сама история, а лишь её отражение.
П. Миллер среди «наследников» Пейреска выделял Жана Мабильона, которого в XVIII веке считали «простым» антикваром. Между тем, его деятельность была революционной не в меньшей степени, чем у Пейреска. В частности, он стал основателем дипломатики как отдельной дисциплины, и решительно перенёс свою деятельность на средневековый материал. Из шести книг-частей трактата De re diploma два посвящены собственно документам, включая документальный стиль, формуляр, формы подписей, печати и обозначения дат. Данная работа имела и практическое измерение, поскольку Мабильон предлагал пособие, позволяющее отличить истинные акты от позднейших подделок. Исследователь отлично понимал, что вводит «новый вид антикварного искусства», обращённый, прежде всего, к людским потребностям («частной истории» Бьондо), а не только гражданских и церковных институтов («публичных и священных» древностей). Вопросы, которые решал Мабильон, были достаточно сложными. Например, он предложил использовать материалы печатей для реконструкции внешности правителей, таких как Карл Великий, Людовик Благочестивый, Лотарь I, Пипин Аквитанский и Карл Лысый. Здесь предстояло решать и общие вопросы: носили ли короли и императоры франков бороду, и какого типа венцы использовали. По камеям из коллекции Пейреска Мабильон выяснил, что римские императоры ко времени Константина Великого и его преемников использовали диадемы, а не лавровые венки. Иными словами, Мабильон успешно синтезировал достижения своих предшественников в области изучения письменных источников, материальной и визуальной культуры.
Для греческой палеографии Бернар де Монфокон сделал то же, что Мабильон для латинской. Для написания Palaeographia graeca (1708) автор изучил 11 630 рукописей из разных библиотек. Трактат включал описания орудий и материала для письма у древних, сведения о лицах, занимавшихся ремеслом письма, история греческого алфавита до IV века, образцы унциала, минускула и курсива до XII века, аббревиатур и лигатур (в том числе профессиональных — из медицинских и юридических текстов), эволюция печатей, и так далее. Монфокон представил и образец классического антикварного труда — 10-томный трактат L’antiquité, expliquée et représentée en figures («Древность, изъяснённая и показанная в рисунках», 1719), в который было включено 1200 гравированных таблиц с изображениями около 40 000 предметов древности греческой, римской и восточной. Во многом Мабильон основывался на архиве Пейреска, который тщательно описал и каталогизировал, а рисунки использовал для иллюстрирования тех частей своего труда, в которых описывал античный символизм. В издании 1724 года было добавлено ещё 5 томов. Это был последний коммерческий успех громоздкого антикварного компендиума: 1800 комплектов первого издания полностью разошлись за два месяца.

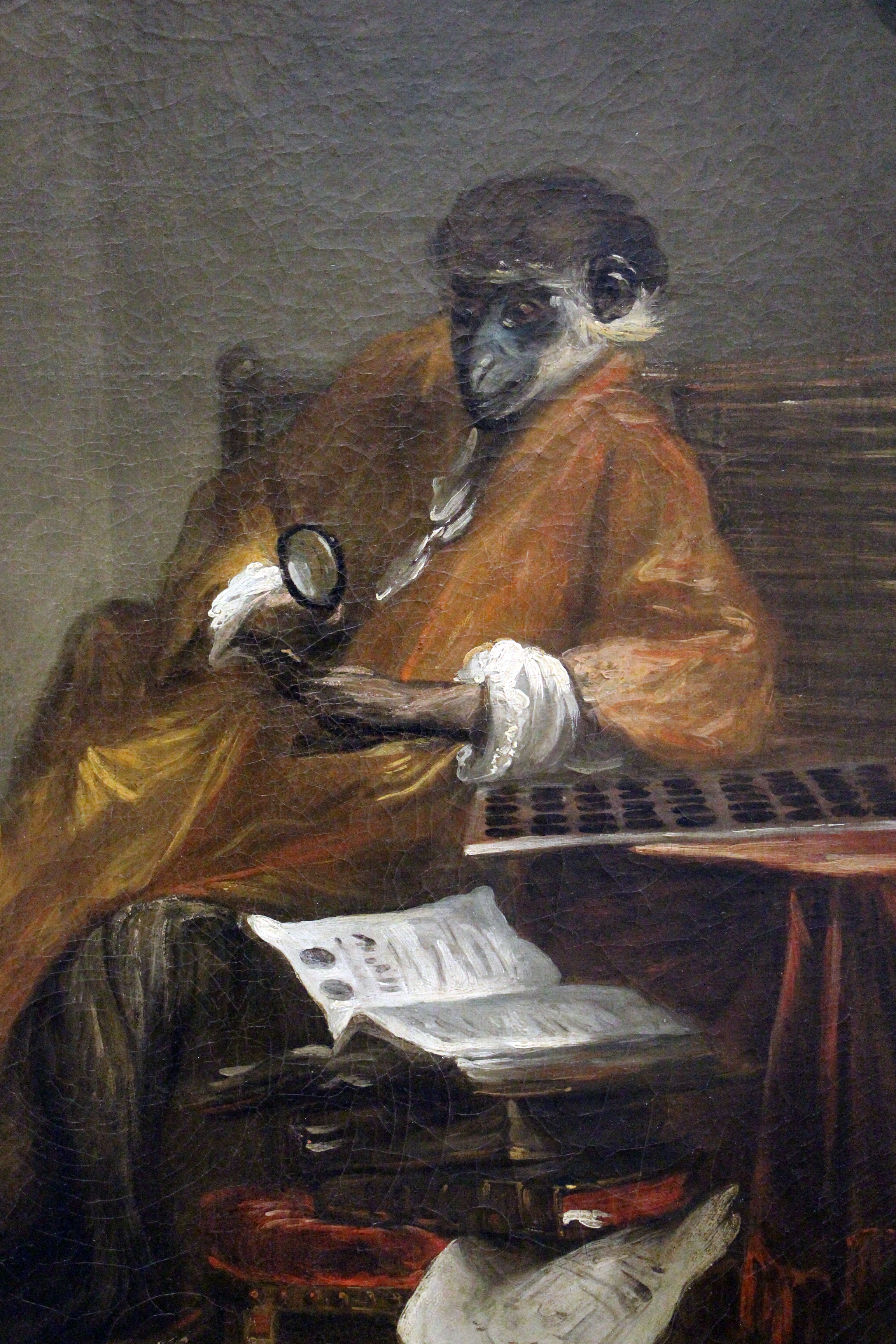
Жан-Батист Шарден. Мартышка-антиквар. Музей изящных искусств (Шартр) Язвительная сатира на оторванность антикваров от природы и «реальной» жизни

П. Миллер отмечал, что Готфрид Вильгельм Лейбниц мог бы сделать для будущего исторической науки то же, что Мабильон для вспомогательных исторических дисциплин, но его исторические сочинения остались в большинстве своём незавершёнными и неопубликованными. После посещения Италии в 1692 году, Лейбниц попытался дать классификацию, выделив классы письменных, устных и материальных источников (используя термин Urkunden). Материальные источники он подразделил на антропологические и вещные, а в последние — «памятники» в его терминологии — включил рукописи, грамоты, печати, эпитафии, надписи на медалях и монетах, картины и рисунки. Характеризуя антикварное знание, фактически он цитировал Бэкона, и рассуждал о том, что это извлечение данных из разнообразных свидетельств, которые не создавались сознательно как исторические. То есть, Лейбниц был одним из последних защитников антикварного знания, на том основании, что без исторических подробностей не может быть достоверного знания о прошлом. Занимаясь написанием «Истории Брунсвикского дома» (Scriptores Rerum Brunsvicensium, 1707—1710), Лейбниц ссылался на труды антикваров XVII века, в том числе Дюшена, Балюза, Сирмона, д’Ашери и самого Мабильона.
К середине XVIII века ситуация с антикварным знанием подошла к моменту развилки. В программной статье к «Энциклопедии» Жана д’Аламбера (1751) проводилась классификация всего знания по трём «сферам», каждая из которых была привязана к соответствующим умственным способностям. Эрудиция в этой схеме была привязана к памяти, философия (в том числе математика и естествознание) — к разуму, изящная словесность (особенно поэзия) — к воображению. Таким образом, память и эрудиция были лишь фундаментом, элементарным основанием истинного знания. Рассуждая о восхождении из средневекового варварства, д’Аламбер утверждал, что изучение языков и истории в эпоху Ренессанса было основано на простейшей умственной деятельности — коллекционировании фактов в памяти. Эрудиты-гуманисты игнорировали природу и замкнулись только в гуманитарной сфере древних текстов, — ибо «чтение и запоминание намного легче понимания». Годом ранее двое бенедиктинцев — Шарль-Франсуа Тустен и Рене-Проспер Тассен — составили Nouveau Traité de Diplomatique, в котором попытались защитить Мабильона от критики. В «Новом трактате о дипломатике» понятие дипломатики было максимально расширено, а сами документальные источники классифицированы по 7 рубрикам, включая сорта бумаги и чернил. На фоне «Энциклопедии» обобщающий трактат, авторы которого явно провозглашали себя наследниками многовековой антикварной традиции, сопряжённой с требованиями строгой научности и исследовательской процедуры, остался почти совершенно незамеченным. По инерции подобные сочинения выходили до 1789 года («Странствия юного Анахарсиса» аббата Бартелеми), но, по словам П. Миллера, «это были осенние цветы». Усилиями Иоганна Гаттерера круг изучения антиквариев превращался в предмет источниковедения.

## Круг Винкельмана — Гёте и завершение антикварианизма

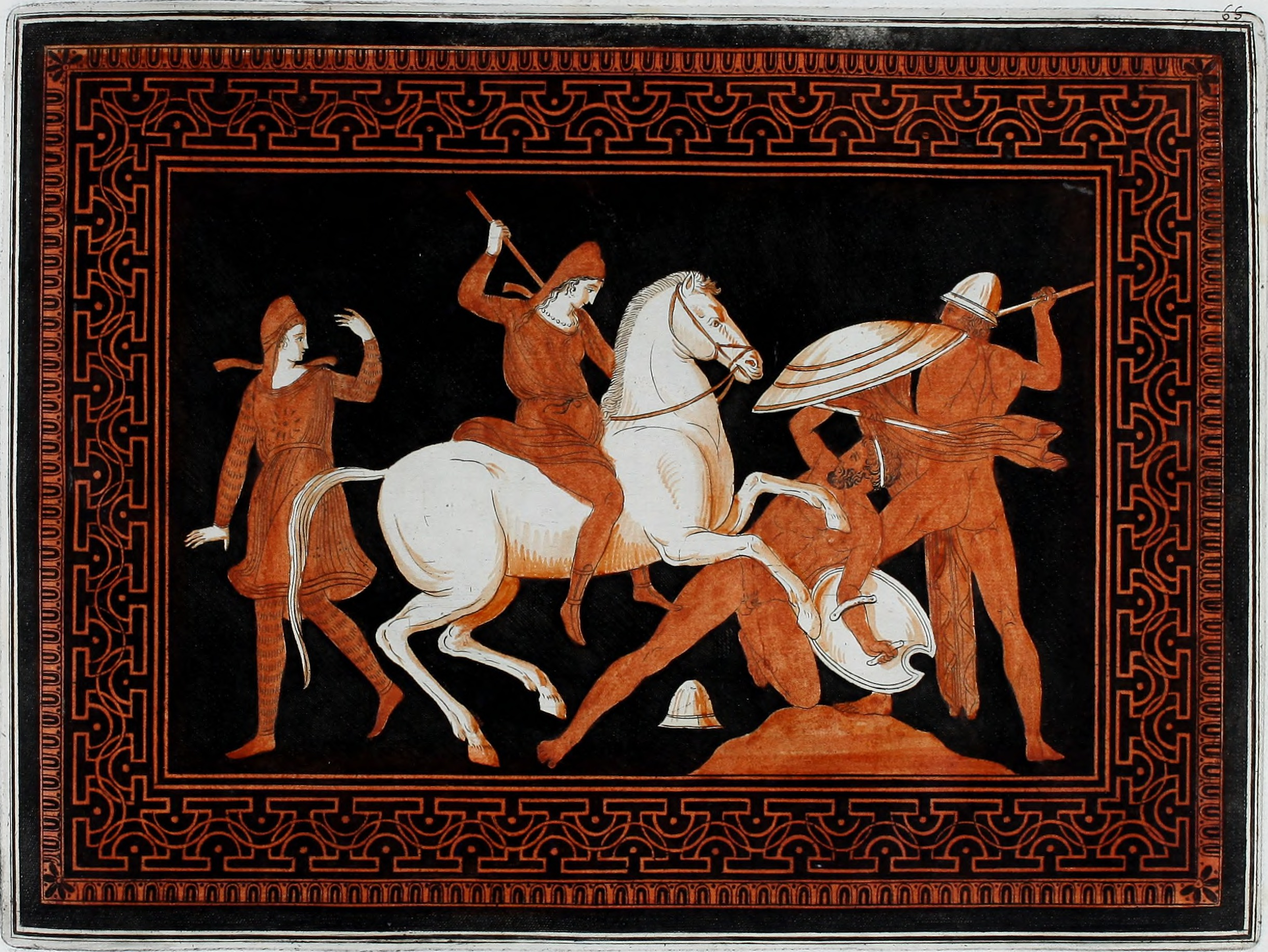
Цветная гравюра из издания У. Гамильтона Collection of Etruscan, Greek and Roman antiquities from the cabinet of the Honourable William Hamilton (1766)

На протяжении XVIII века в университетах Германии шло постепенное формирование исторической науки и искусствоведения, что подпитывалось созданием Дрезденской академии художеств и знаменитой картинной галереи. Иоганн Винкельман, хотя и внимательно работал с архивами Кассиано даль Поццо (проданных британской короне в 1762 году) и Пейреска, принципиально не использовал модного тогда термина «археология» для своей работы, строго характеризуя её как историческую. Происходило это потому, что археология была «запятнана» для него чрезмерной близостью антикварианизму. Ко времени прибытия Винкельмана в Италию, антикварианизм в Риме ещё прочно сохранял свои позиции. В понтификат Бенедикта XIV была основана Папская академия археологии, а Джованни Баттиста Пиранези в 1756 году издал 40-томный иллюстрированный компендиум о римских древностях. Собственно, и сам Винкельман занял в 1763 году пост Главного префекта древностей Рима и Главного антиквария апостольского двора. Именно на этом посту Винкельман сформулировал свои теории, прямо противоречащие антикварным. Во-первых, это был взгляд на древности как материал для построения и проверки научных гипотез, то есть Винкельман строил свою теорию не на описаниях древних авторов, а на самих произведениях искусства. Во-вторых, создав сравнительно-исторический метод, Винкельман вышел за пределы антикварианства. По Л. С. Клейну, антикварному вещеведческому анализу, изолирующему предмет от среды, Винкельман противопоставил изучение предмета как части всего культурного наследия, — в данном случае, древности, — в его взаимосвязях.
Гёте занялся теоретическим осмыслением истории, когда обнаружил, что из-под его пера выходит нечто, напоминающее антикварное сочинение. Результатом стала теория разных стилей мышления, которые стоят за разными типами письма. Примечательно, что Гёте использовал пример естествознания: оказалось, что ботанические описания создаются четырьмя типами учёных — теми, кто занимался только практикой; теми, кто наблюдал и описывал; теми, кто не различал наблюдаемого и воображаемого; и, наконец, те, «кого молва именует творцами», то есть способные вывести идею из наблюдения за действительностью. К. Штарк даже утверждал, что Гёте проводил прямые параллели между стилем в искусстве и морфологией в ботанике и анатомии. Однако Л. С. Клейн отмечал, что Гёте являлся и одним из последних просвещённых дилетантов, который лишь соприкасался с формирующейся профессиональной наукой. Его собственное отношение к сциентизму и профессионализации в науке было, скорее, негативным.

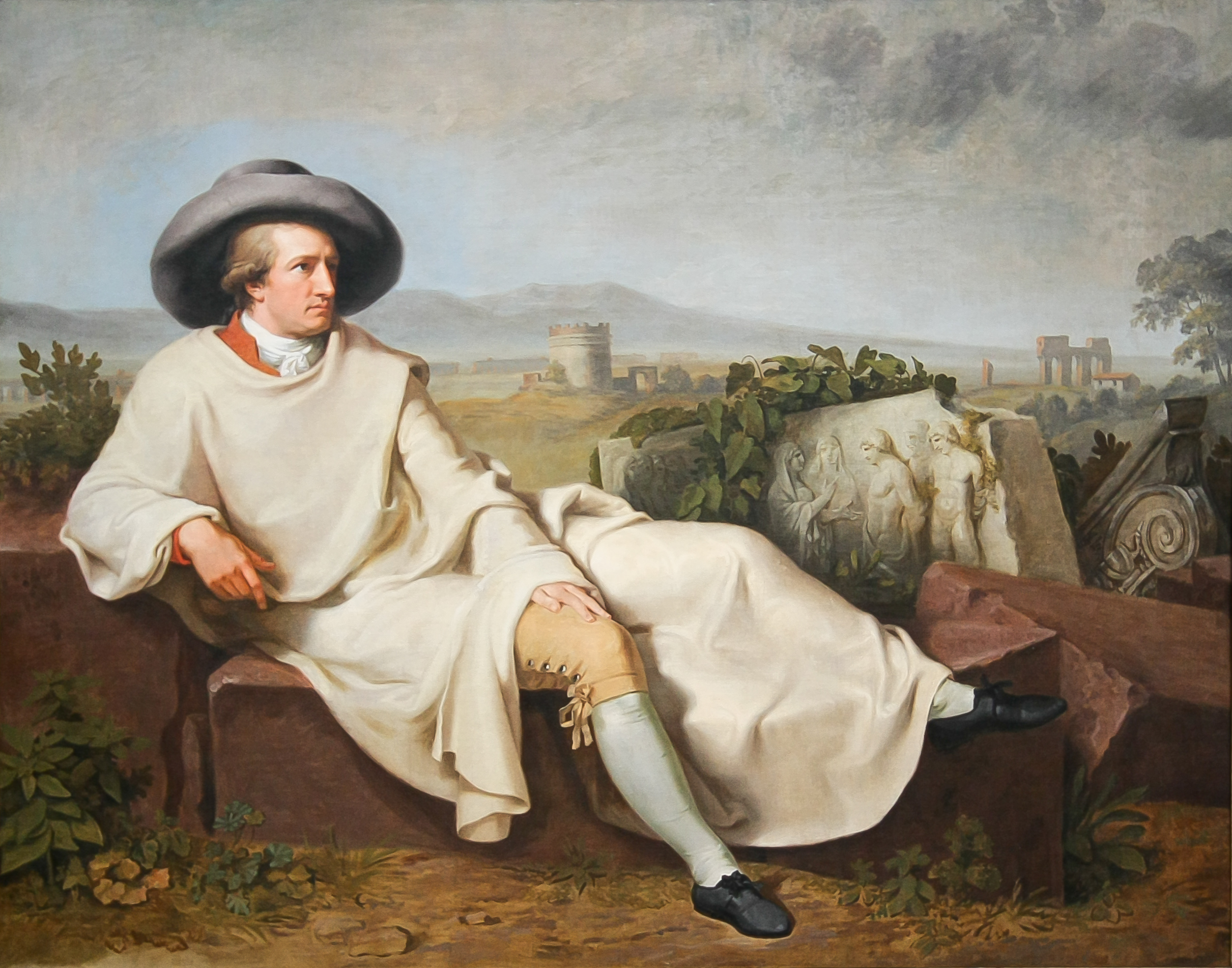
Портрет Гёте в Кампанье кисти Тишбейна, 1787. Холст, масло. 164 × 206 см. Штеделевский институт, Франкфурт-на-Майне

В кантианской терминологии Гёте определял Винкельмана как мыслителя, в котором сочетались апостериорное описание и априорное воображение. В лекциях Августа Людвига фон Шлёцера по статистике это было трансформировано в сочетание двух методов, применяемых и современной исторической наукой: структурного анализа (синхронного) и повествования о его результатах (диахронного). Прямым продолжателем Винкельмана стал Христиан Готлиб Гейне, писавший преимущественно по-латыни. Его учениками были братья Гумбольдты и братья Шлёгели, а также датчанин Георг Соэга, который, сохраняя в основном антикварные интересы, попытался применить методы Винкельмана к египетскому искусству и предпринял попытку дешифровки иероглифики. Ученики Гейне вошли в науку и достигли известности позже, чем воспитанники Филиппа Августа Бёка, — филолога, основоположника современной эпиграфики, который откровенно тяготел к позитивному знанию. Среди занятий Бёка — измерение античной метрики у разных поэтов, древних мер и весов, монетных стоп. Среди его учеников выделялись Лассаль и Борис Кёне. Бёк в своих лекциях по «энциклопедии и методологии филологической науки» жёстко противопоставлял свои занятия «дисциплине антиквитетов», которая образовалась «случайно и без научного принципа». В древней культуре он вообще не видел структурного единства и предпочитал дескриптивный принцип изучения, предпочитая группировать знания о древности в алфавитном порядке. Именно в годы доминирования школы Бёка стала выходить «Реальная энциклопедия классической древности» Паули. Ученики Бёка — Эдуард Герхард и Отто Ян — стали основателями классической археологии в современном смысле этого слова. Немецкие учёные, поселившиеся в Риме, в 1823—1825 годах создали Гиперборейско-Римское общество, преобразованное в 1829 году в Институт археологической корреспонденции. Со временем он превратился в высшее учебное заведение, готовившее специалистов высшей квалификации, и с 1859 года был национализирован прусским правительством, превратившись в Немецкий археологический институт.
В первой половине XIX века на Западе продолжался процесс организации антикваров: в 1813 году по образцу Лондонского было создано Общество антикваров Франции. Членами его, помимо прочих, состояли Шарль Нодье, Франсуа Гизо, Эрнест Ренан, Вильгельм Гумбольдт, Огюст Мариетт. Годом ранее, в 1812 году в Вустере (Массачусетс) было основано Американское антикварное общество, ориентированное на прошлое США; в первую очередь оно известно своей библиотекой. Членами его были Томас Джефферсон, Джон Куинси Адамс, Вашингтон Ирвинг, Джеймс Мэдисон, и многие другие. В 1825 году было создано Датское королевское общество северных антиквариев. Основателями его были Карл Христиан Рафн и Расмус Кристиан Раск.
По мнению Л. С. Клейна, со второй половины XVIII века коллекционирование антиков из профессионального учёного занятия превращается в «развлечение, бизнес и моду»:

Учёные антикварии — это был верхний слой. Массу же антиквариев составляли любители, для которых возможность извлекать из своих коллекций доход была не последним стимулом к коллекционированию, а термин «антикварий» недаром превратился в название торговца — «антиквар».